# آيفون
آيفون (بالإنجليزية: iPhone) سلسلة من الهواتف الذكية التي تم تصميمها وتسويقها بواسطة شركة أبل. تستخدم هذه الأجهزة نظام تشغيل آي أو إس للهواتف المحمولة من أبل. تم الإعلان عن الجيل الأول من آيفون من قبل الرئيس التنفيذي لأبل آنذاك ستيف جوبز في 9 يناير 2007. منذ ذلك الحين، أصدرت أبل سنويًا طرزًا جديدة من آيفون وتحديثات آي أو إس. اعتبارًا من 1 نوفمبر 2018، تم بيع أكثر من 2.2 مليار آيفون. اعتبارًا من عام 2022، يمثل آيفون 15.6% من حصة سوق الهواتف الذكية العالمية.
كان آيفون هو أول هاتف يحتوي على واجهة مستخدم مبنية حول شاشة متعددة اللمس. يتصل بالشبكات الخلوية أو واي-فاي، ويمكنه إجراء مكالمات، تصفح الويب، التقاط الصور، تشغيل الموسيقى وإرسال واستقبال رسائل البريد الإلكتروني والرسائل النصية. منذ إطلاق آيفون، تمت إضافة المزيد من الميزات، بما في ذلك أحجام الشاشة الكبيرة، تصوير مقاطع الفيديو، العزل المائي، القدرة على تثبيت تطبيقات الأجهزة المحمولة التابعة لجهات خارجية من خلال متجر التطبيقات، والعديد من ميزات إمكانية الوصول. حتى آيفون 8 و 8 بلس، استخدمت أجهزة آيفون تخطيطًا يحتوي على زر واحد على اللوحة الأمامية يعيد المستخدم إلى الشاشة الرئيسية. منذ آيفون إكس، تحولت طرازات آيفون إلى تصميم شاشة أمامية بدون حواف تقريبًا مع تنشيط تبديل التطبيق عن طريق التعرف على الإيماءات. لا يزال التصميم القديم مستخدمًا اليوم لسلسلة آيفون إس إي المنتجة حاليًا من أبل.
يعد آيفون أحد أكبر منصتين للهواتف الذكية في العالم إلى جانب أندرويد، مما يشكل جزءًا كبيرًا من سوق المنتجات الفاخرة. لقد حقق آيفون أرباحًا كبيرة لأبل، مما يجعلها واحدة من أكثر الشركات المتداولة علنًا في العالم قيمة. تم وصف الجيل الأول من آيفون بأنه «ثوري» و «مغير قواعد اللعبة» في صناعة الهواتف المحمولة، كما نالت الطرز اللاحقة الثناء. يعود الفضل إلى آيفون في الترويج للهاتف الذكي وعامل الشكل للهاتف، وإنشاء سوق كبير لتطبيقات الهواتف الذكية، أو «اقتصاد التطبيقات». اعتبارًا من يناير 2017، احتوى متجر تطبيقات أبل على أكثر من 2.2 مليون تطبيق للآيفون.

## تاريخ وتوفر

التسلسل الزمني

بدأ تطوير ما كان سيصبح آيفون في عام 2004، عندما بدأت أبل في جمع فريق مكون من 1,000 موظف بقيادة مهندس الأجهزة توني فادل، ومهندس البرمجيات سكوت فورستل، ومهندس التصميم السير جوناثان إيف للعمل في المشروع شديد السرية «مشروع أرجواني».
قام الرئيس التنفيذي لأبل، ستيف جوبز، بتوجيه التركيز الأصلي بعيدًا عن الكمبيوتر اللوحي (الذي أعادته أبل في النهاية في شكل آيباد) نحو الهاتف. ابتكرت أبل الجهاز خلال تعاون سري مع شركة سينغولار وايرلس (Cingular Wireless؛ التي أصبحت تعرف باسم أي تي آند تي موبلتي) في ذلك الوقت - بتكلفة تطوير تقديرية تبلغ 150 مليون دولار أمريكي على مدى ثلاثين شهرًا.
وفقًا لستيف جوبز، فإن كلمة "i" في "iMac" (وبالتالي "iPod" و "iPhone" و "iPad") تعني الإنترنت، الفرد، الإرشاد، الإعلام، والإلهام.
رفضت شركة آبل نهج «التصميم حسب اللجنة» الذي أسفر عن هاتف موتورولا أر أو كي أر إي1 (Motorola ROKR E1)، وهو تعاون غير ناجح إلى حد كبير مع موتورولا. من بين أوجه القصور الأخرى، حدت البرامج الثابتة لهاتف أر أو كي أر إي1 من سعة التخزين لـ 100 أغنية آيتونز فقط لتجنب التنافس مع آيبود نانو من أبل.
منحت سينغولار أبل الحرية في تطوير أجهزة وبرامج آيفون داخليًا وحتى أنها دفعت لأبل جزءًا بسيطًا من إيرادات خدماتها الشهرية (حتى آيفون 3 جي)، في مقابل أربع سنوات من الولايات المتحدة الحصرية المبيعات، حتى عام 2011.
كشف جوبز النقاب عن آيفون للجمهور في 9 يناير 2007، في مؤتمر ماكوورلد 2007 في مركز موسكون في سان فرانسيسكو. النموذجان الأوليان، نموذج 4 غيغابايت بسعر 499 دولارًا أمريكيًا ونموذج 8 غيغابايت بسعر 599 دولارًا أمريكيًا (كلاهما يتطلب عقدًا لمدة عامين)، أصبحوا متاحين للبيع في الولايات المتحدة في 29 يونيو 2007، الساعة 6:00 مساءً بالتوقيت المحلي، بينما اصطف مئات العملاء خارج المتاجر في جميع أنحاء البلاد. أدت ردود الفعل الحماسية على إطلاق آيفون إلى أن أقسامًا من وسائل الإعلام أطلقت عليه اسم «هاتف يسوع». بعد هذا الإصدار الناجح في الولايات المتحدة، تم توفير الجيل الأول من آيفون في المملكة المتحدة وفرنسا وألمانيا في نوفمبر 2007، وأيرلندا والنمسا في ربيع عام 2008.

توفر آيفون في جميع أنحاء العالم:
آيفون متاح منذ إصداره الأصلي
آيفون متاح منذ إطلاق آيفون 3 جي
قريبًا

في 11 يوليو 2008، أصدرت أبل آيفون 3 جي في اثنين وعشرين دولة، بما في ذلك الدول الست الأصلية. أصدرت أبل آيفون 3 جي في ما يزيد عن ثمانين دولة ومنطقة. أعلنت أبل عن آيفون 3 جي إس في 8 يونيو 2009، إلى جانب خطط لإصداره في وقت لاحق في يونيو، يوليو، وأغسطس، بدءًا من الولايات المتحدة، كندا والدول الأوروبية الكبرى في 19 يونيو. اعترض العديد من المستخدمين المحتملين على تكلفة آيفون، وكان لدى 40% من المستخدمين دخل أسري يزيد عن 100,000 دولار أمريكي.

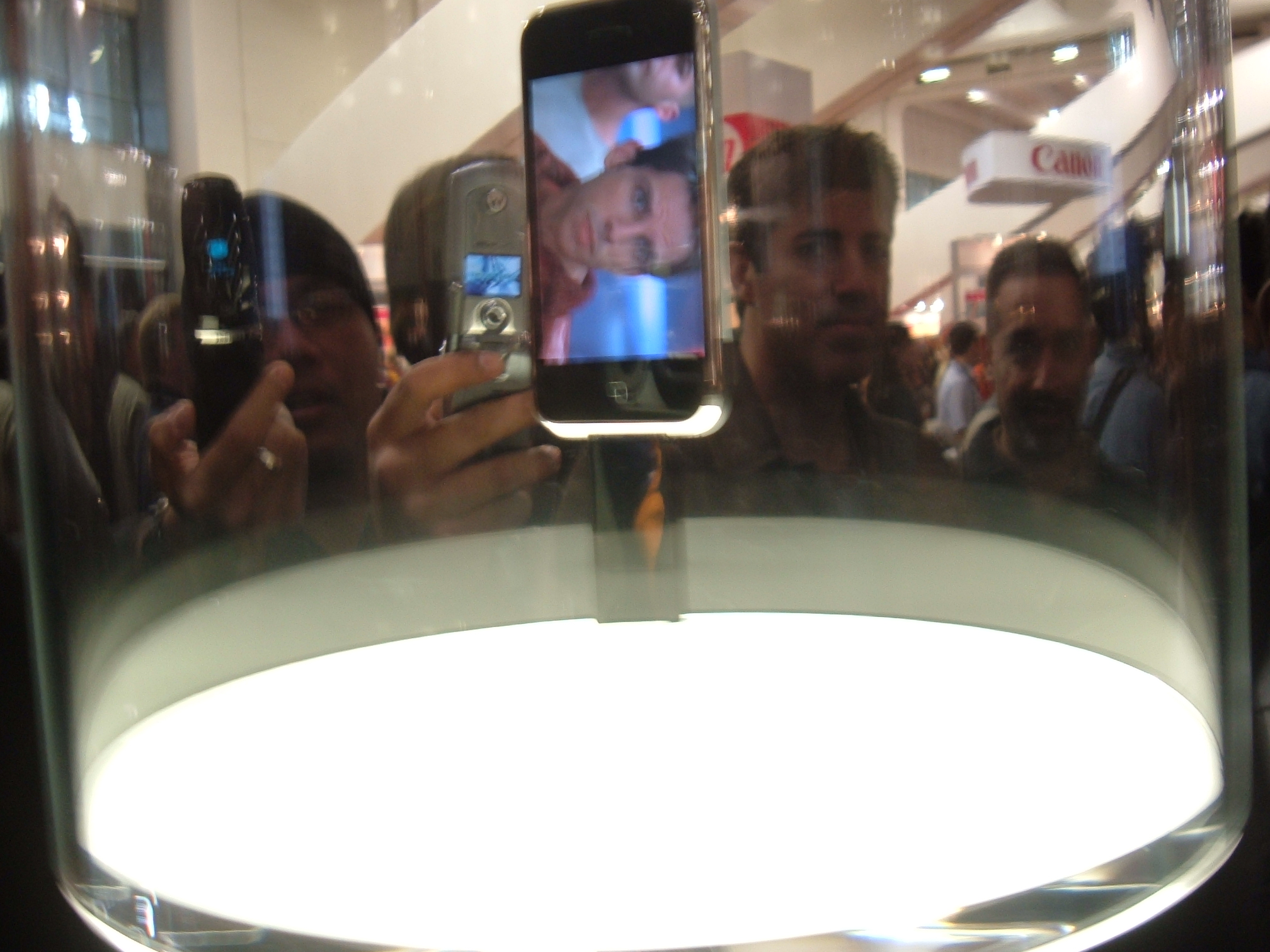
أول هاتف آيفون معروض تحت الزجاج في معرض ماك ورلد في يناير 2007

الجزء الخلفي من الجيل الأول الأصلي من آيفون مصنوع من الألومنيوم بلكنة بلاستيكية سوداء. يتميز جهاز آيفون 3 جي و 3 جي إس بظهر بلاستيكي كامل لزيادة قوة إشارة جي إس إم. كان آيفون 3 جي متاحًا في نموذج 8 غيغابايت أسود، أو خيار أسود أو أبيض لنموذج 16 غيغابايت. كان آيفون 3 جي إس متاحًا في كلا اللونين، بغض النظر عن سعة التخزين.
يتميز هاتف آيفون 4 بواجهة زجاجية من ألومنيوسيليكات وخلفية مع حافة من الفولاذ المقاوم للصدأ تعمل بمثابة الهوائيات. كانت متوفرة في البداية باللون الأسود؛ تم الإعلان عن النسخة البيضاء، ولكن لم يتم إصدارها حتى أبريل 2011، بعد 10 أشهر.
أبلغ مستخدمو آيفون 4 عن انقطاع المكالمات الهاتفية عند حمل هواتفهم بطريقة معينة. أصبح هذا معروفًا باسم أنتينّاغيّت.
في 11 يناير 2011، أعلنت فيرايزون خلال حدث إعلامي أنها توصلت إلى اتفاق مع أبل وستبدأ في بيع سي دي إم أي آيفون 4. قالت فيرايزون أنه سيكون متاحًا للطلب المسبق في 3 فبراير، مع إصدار محدد في 10 فبراير. في فبراير 2011، استحوذ فيرايزون آيفون على 4.5% من جميع مرات ظهور إعلانات آيفون في الولايات المتحدة على شبكة إعلانات الجوال مِلّنيال ميديا (Millennial Media).
من عام 2007 إلى عام 2011، أنفقت أبل 647 مليون دولار على الإعلان عن آيفون في الولايات المتحدة.
في 27 سبتمبر، أرسلت أبل دعوات لحدث صحفي سيعقد في 4 أكتوبر 2011، الساعة 10:00 صباحًا في مقر كوبيرتينو للإعلان عن تفاصيل الجيل التالي من آيفون، والذي تبين أنه آيفون 4 إس. تم بيع أكثر من مليون موديل 4 إس في أول 24 ساعة بعد طرحه في أكتوبر 2011. نظرًا للكميات الكبيرة من أجهزة آيفون التي يتم تصنيعها وسعر البيع المرتفع، أصبحت أبل أكبر بائع للهواتف المحمولة في العالم من حيث الإيرادات، في عام 2011، متجاوزة شركة نوكيا الرائدة منذ فترة طويلة. أعلنت شركة النقل الأمريكية سي سباير وايرلِس أنها ستحمل آيفون 4 إس في 19 أكتوبر 2011.
في يناير 2012، أعلنت أبل عن أفضل أرباح ربع سنوية لها على الإطلاق، حيث أتى 53% من إيراداتها من بيع 37 مليون جهاز آيفون، بمتوسط سعر بيع يقارب 660 دولارًا. ظل متوسط سعر البيع ثابتًا إلى حد ما لمعظم عمر الهاتف، حيث تراوح بين 622 دولارًا و 660 دولارًا. تم تقدير سعر إنتاج آيفون 4 إس بواسطة أكوريس، في أكتوبر 2011، بـ 188 دولارًا، 207 دولارًا، و245 دولارًا، لطرازات 16 غيغابايت، 32 غيغابايت و 64 غيغابايت، على التوالي. تقدر تكاليف العمالة بين 12.50 دولارًا و 30 دولارًا لكل وحدة، حيث يكسب العمال في خط تجميع آيفون 1.78 دولارًا في الساعة.
في فبراير 2012، ذكرت كوم سكور أن 12.4% من مشتركي الهاتف المحمول في الولايات المتحدة يستخدمون آيفون. بحلول عام 2009، كان ما يقرب من 6.4 مليون جهاز آيفون نشطًا في الولايات المتحدة وحدها.
في 12 سبتمبر 2012، أعلنت أبل عن آيفون 5. لديه شاشة بحجم 4 بوصة (100 مـم)، أعلى من سابقه 3.5 بوصة (89 مـم). يأتي الجهاز مع نفس 326 بكسل لكل بوصة الموجودة في آيفون 4 و 4 إس. يحتوي هاتف آيفون 5 على معالج SoC A6، وهي شريحة أصغر بنسبة 22% من آيفون 4 إس A5 وهي أسرع بمرتين، مما يضاعف أداء الرسوميات في سابقتها. الجهاز أنحف بنسبة 18% من آيفون 4 إس، بقياس 7.6 مليمتر (0.3 بوصة)، وأخف بنسبة 20% عند 112 غرام (4 أونصة).
في 6 يوليو 2013، أفيد أن شركة آبل تجري محادثات مع شركة الاتصالات المحمولة الكورية إس كي تيليكوم لإطلاق الجيل التالي من آيفون مع تقنية إل تي إي المتقدمة (LTE Advanced).
في 22 يوليو 2013، قال موردو الشركة إن أبل تختبر شاشات أكبر لأجهزة آيفون وآيباد. "طلبت أبل نموذجًا أوليًا لشاشات الهواتف الذكية التي يزيد حجمها عن 4 بوصة (100 مـم) وطلب أيضًا تصميمات شاشة لجهاز لوحي جديد بقياس أقل بقليل من 13 بوصة (330 مـم) قطريًا، كما قالوا."

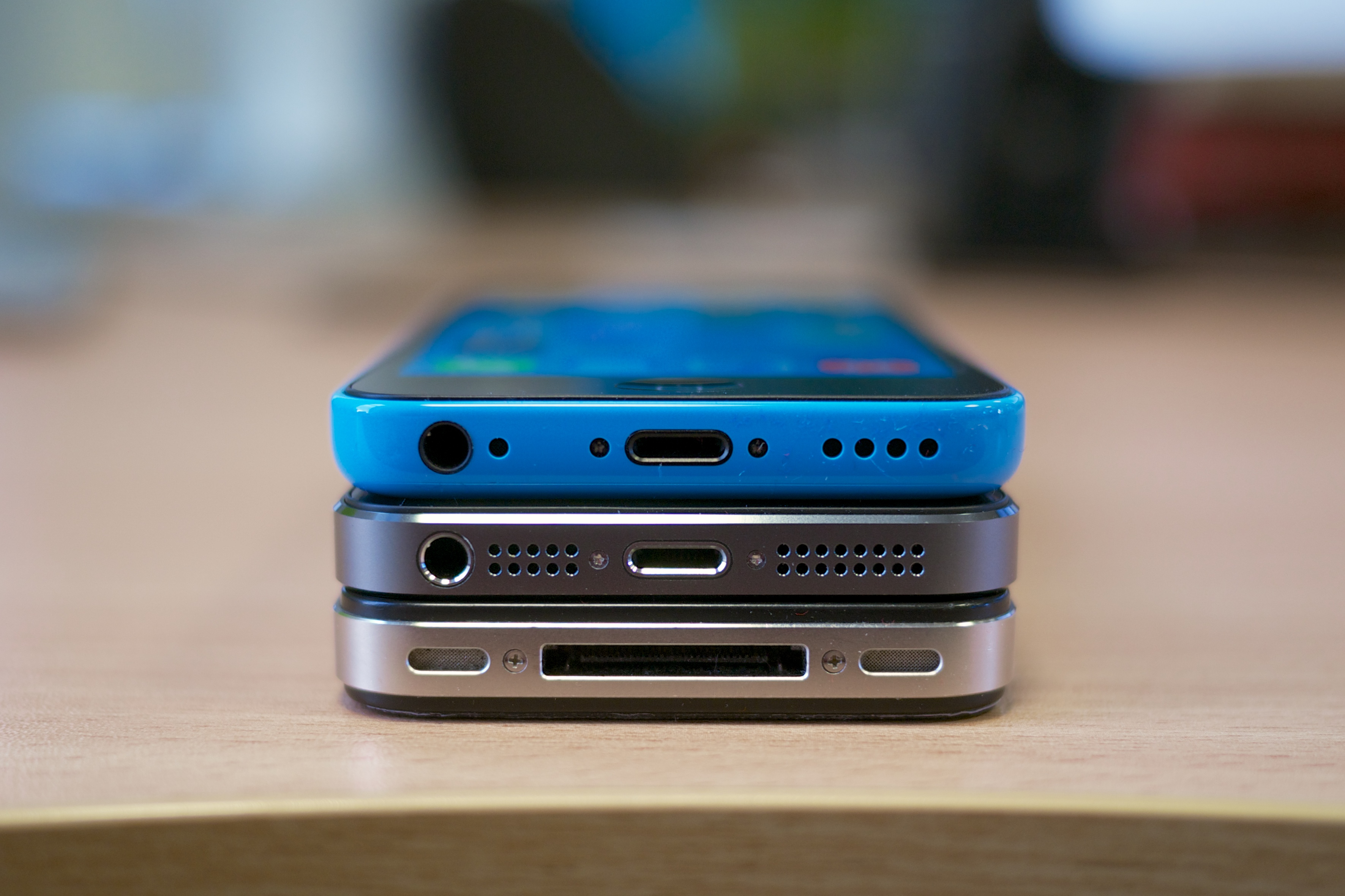
مقارنة الزاوية السفلية بين آيفون 5 سي (أعلى)، آيفون 5 إس (الأوسط)، وآيفون 4 إس (أسفل).

في 10 سبتمبر 2013، كشفت أبل النقاب عن طرازي آيفون جديدين خلال حدث صحفي في كوبرتينو. آيفون 5 سي، إصدار متوسط السعر من الهاتف مصمم لزيادة إمكانية الوصول نظرًا لسعره، وهو متوفر بخمسة ألوان (الأخضر، الأزرق، الأصفر، الوردي، والأبيض) ومصنوع من البلاستيك. يأتي آيفون 5 إس بثلاثة ألوان (أسود، أبيض، وذهبي) ويتم استبدال زر الصفحة الرئيسية بماسح ضوئي لبصمات الأصابع (Touch ID). تم شحن كلا الهاتفين في 20 سبتمبر 2013.
في 9 سبتمبر 2014، كشفت أبل عن آيفون 6 وآيفون 6 بلس في حدث في كوبرتينو. كان لكلا الجهازين شاشة أكبر من سابقتها، 4.7 بوصة (120 مـم) و 5.5 بوصة (140 مـم) على التوالي.
بعد إصدار آيفون 6 و 6 بلس، بدأ بعض المستخدمين في الشكوى من الانحناء الـ 6 و 6 بلس من الاستخدام العادي. أصبح هذا الاتجاه معروفًا باسم «بيندغيت» (Bendgate)، والذي بدأ لاحقًا بـ «مرض اللمس». ومع ذلك، فقد أطلقوا جهاز آيفون 6 إس و 6 إس بلس، وهو جهاز آيفون مقاوم للانحناء أكثر من جهازي 6 و 6 بلس، لحل هذه المشكلة.
في 7 سبتمبر 2016، كشفت شركة أبل النقاب عن آيفون 7 و 7 بلس، اللذان أضافا مقاومة الماء والغبار، وتحسين أداء النظام والرسومات، وإعداد كاميرا مزدوجة جديدة على طراز بلس، وخيارات ألوان جديدة، وإزالة  مقبس سماعة الرأس 3.5. مم من آيفون.
في 12 سبتمبر 2017، كشفت أبل رسميًا عن آيفون 8 و 8 بلس، والذي يتميز بتصميم زجاجي جديد، تحسينات للكاميرا، شاشة ترو تون (True Tone)، شحن لاسلكي، وتحسين أداء النظام. كما كشفت النقاب عن هاتف آيفون X، الذي يتميز بتصميم أقل حواف تقريبًا، وميزة التعرف على الوجه التي يطلق عليها اسم «فيس آي دي» (Face ID) مع تتبع الوجه المستخدم في أنيموجيز (Animojis)، وشاشة OLED بأعلى كثافة بكسل في آيفون، وهي عدسة تليفوتوغرافي جديدة تعمل. أفضل في ظروف الإضاءة المنخفضة، وكاميرات محسّنة للواقع المعزز.

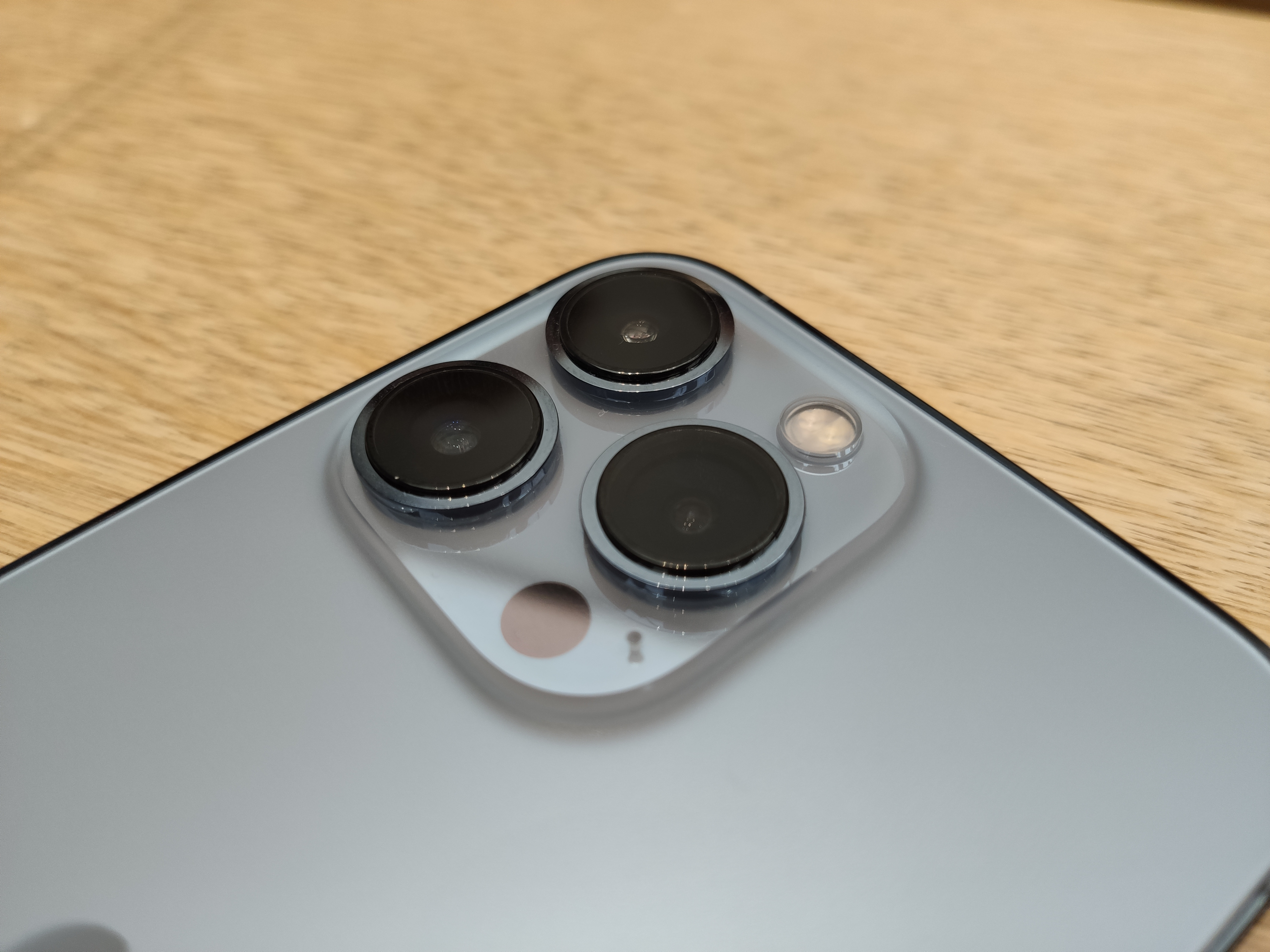
صورة للكاميرات على آيفون 13 برو. تم الإشادة بطرازات آيفون الأحدث لجودة الكاميرا الخاصة بها.

في 12 سبتمبر 2018، كشفت أبل رسميًا عن آيفون XS و XS ماكس و XR في مسرح ستيف جوبز في أبل بارك. يتميز XS و XS ماكس بشاشة سوبر ريتنا (Super Retina) محسّنة مع دعم دولبي فيجن (Dolby Vision) و HDR10 مع XS ماكس الذي يضم 6.5 بوصة (170 مـم) وكاميرات محسّنة مع سمارت HDR وشريحة A12 Bionic. آيفون XS و XS ماكس مقاومان للماء والسائل والغبار IP68 مما يسمح بغمر الأجهزة حتى 2 متر لمدة 30 دقيقة، بينما احتفظ آيفون XR بشهادة IP67 الموجودة في الجيل الأول من آيفون X ويتميز أيضًا بشاشة IPS LCD بدلاً من شاشات OLED الموجودة في الطرز المتطورة. تم اختبار شهادات IP68 الخاصة بـ آيفون XS/XS ماكس باستخدام سوائل مختلفة مثل المياه المكلورة، المياه المالحة، الشاي، النبيذ، البيرة، والعصائر. كما أعلنت أبل عن الجيل الرابع من أبل واتش، أبل واتش سيريس 4.
في 10 سبتمبر 2019، كشفت أبل رسميًا عن آيفون 11 في مسرح ستيف جوبز، جنبًا إلى جنب مع آيفون 11 برو وآيفون 11 برو ماكس. حصلت جميع الطرز على عدسة واسعة للغاية، مما يسمح بمجال رؤية أوسع. اكتسبت طرز برو ترتيبًا للكاميرا ثلاثية العدسات، ولونًا زجاجيًا غير لامع.
تم الإعلان عن سلسلة آيفون 12 و 12 برو تقريبًا في 13 أكتوبر 2020، وتتميز بتصميم محدث وشاشات سوبر ريتنا XDR في جميع الطرز واتصال 5G. تتميز جميع الطرز أيضًا بـ MagSafe، مما يسمح للملحقات المغناطيسية الخاصة بسهولة التشغيل والإيقاف، مع السماح أيضًا بشحن لاسلكي بقوة 15 وات.
تم الإعلان عن سلسلة آيفون 13 و 13 برو تقريبًا في 14 سبتمبر 2021، والتي تتميز بكاميرات محسّنة مع تثبيت مستشعر التبديل لجميع الطرز، ترتيب كاميرا قطري لـ 13 و 13 ميني، مستشعرات كاميرا أكبر بشكل ملحوظ وشاشة برو موشن Hz 120 قابلة للتكيف لطرازات برو. اكتسبت جميع الطرز أيضًا زيادة في حجم البطارية وتقليل عرض وحدة كاميرا ترو دبث (TrueDepth). تم تقديم آيفون إس إي منخفض التكلفة من الجيل الثالث في 8 مارس 2022، ودمج شريحة A15 Bionic من آيفون 13، ولكن بخلاف ذلك احتفظ بأجهزة مماثلة للجيل الثاني من آيفون إس إي.
تم الإعلان عن آيفون 14، 14 بلس، 14 برو، و14 برو ماكس في 7 سبتمبر 2022. قدمت جميع الطرز وظائف الاتصال بالطوارئ عبر الأقمار الصناعية. قدم آيفون 14 بلس حجم الشاشة الكبير الذي يبلغ 6.7 بوصة، والذي شوهد لأول مرة على آيفون 12 برو ماكس، إلى جهاز منخفض التكلفة. قدم كل من آيفون 14 برو و14 برو ماكس أيضًا كاميرا رئيسية بدقة 48 ميجا بكسل عالية الدقة، وهي أول زيادة في عدد الميجا بكسل منذ آيفون 6 إس؛ كما أدخلت تقنية العرض الدائم على شاشة القفل (أولويز أون دِسبلاي)، وواجهة شريط حالة تفاعلية مدمجة في فاصل شاشة مُعاد تصميمه، بعنوان «داينامِك آيلاند (Dynamic Island)».
أعلنت شركة أبل يوم الاثنين 9 سبتمبر 2024 في مؤتمرها السنوي في كوبرتينو عن هواتف iPhone 16، وساعة Apple Watch الجيل العاشر، وApple Watch Ultra 2، والجيل الرابع من AirPods، والجيل الثاني من AirPods Pro، بالإضافة إلى تحديثها الثوري الجديد Apple Intelligence.

## أضرار مشاهدة الآيفون
من أضرار مشاهدة الآيفون:
1. التسبب بضعف البصر.
2. ضعف المهارات الاجتماعية وكيفية التواصل مع الناس.
3. نقص الانتباه.
4. يساهم في تنمية العُزلة.
5. ضعف جودة النوم.
6. ألم العنق نتيجة لانحناء الرقبة أثناء النظر للهاتف، وقد يتسبب بمرض الديسك.
7. يزيد من خطر الإصابة بالسمنة.

## إنتاج
حتى آيفون 4، تم تصنيع جميع أجهزة آيفون وأجهزة آي أو إس الأخرى بواسطة فوكسكون، ومقرها في تايوان. في عام 2011، غيّر الرئيس التنفيذي الجديد، تيم كوك، إستراتيجية التصنيع لأبل لتنويع مورديها. كان آيفون 4 إس في عام 2012 هو أول طراز يتم تصنيعه في وقت واحد من قبل شركتين مستقلتين: فوكسكون وبيغاترون، ومقر اللاحقة أيضًا في تايوان. على الرغم من أن فوكسكون لا تزال تنتج المزيد من أجهزة آيفون، إلا أن طلبات بيغاترون زادت ببطء: فقد جعلت الشركة جزءًا من خط آيفون 5 سي في عام 2013، و 30% من أجهزة آيفون 6 في عام 2014. تم إنتاج طراز 6 بلس فقط بواسطة فوكسكون. في عام 2019، حققت أبل في تقارير تفيد بأن بعض مديري فوكسكون استخدموا أجزاء مرفوضة لبناء أجهزة آيفون. في الهند، تدفع أبل لشركة ويسترون، وهي شركة تصنيع مقرها تايوان ولديها مصنع بالقرب من بنغالور، لتجميع أجهزة آيفون لبيعها في المنطقة.

## طرز
تم إنتاج 34 طرازًا من طرازات آيفون. الأجهزة المكتوبة بالخط العريض هي أجهزة من أحدث جيل:

### أجهزة حالية
- آيفون 12 (2020–حتى الآن)
- آيفون 13 (2021–حتى الآن)
- آيفون 13 ميني (2021–حتى الآن)
- آيفون إس إي (الثالث) (2022–حتى الآن)
- آيفون 14 (2022–حتى الآن)
- آيفون 14 بلس (2022–حتى الآن)
- آيفون 14 برو (2022–حتى الآن)
- آيفون 14 برو ماكس (2022–حتى الآن)
- آيفون 15 (2023–حتى الآن)
- آيفون 15 بلس (2023–حتى الآن)
- آيفون 15 برو (2023–حتى الآن)
- آيفون 15 برو ماكس (2023–حتى الآن)

### أجهزة سابقة
- آيفون (2007–2008)
- آيفون 3 جي (2008–2010)
- آيفون 3 جي إس (2009–2012)
- آيفون 4 (2010–2013)
- آيفون 4 إس (2011–2014)
- آيفون 5 (2012–2013)
- آيفون 5 سي (2013–2015)
- آيفون 5 إس (2013–2016)
- آيفون 6 (2014–2016)
- آيفون 6 (2014–2016)
- آيفون 6 إس (2015–2018)
- آيفون 6 إس بلس (2015–2018)
- آيفون إس إي (الأول) (2016–2018)
- آيفون 7 (2016–2019)
- آيفون 7 بلس (2016–2019)
- آيفون 8 (2017–2020)
- آيفون 8 بلس (2017–2020)
- آيفون X (2017–2018)
- آيفون XS (2018–2019)
- آيفون XS ماكس (2018–2019)
- آيفون XR (2018–2021)
- آيفون 11 (2019–2022)
- آيفون 11 برو (2019–2020)
- آيفون 11 برو ماكس (2019–2020)
- آيفون إس إي (الثاني) (2020–2022)
- آيفون 12 ميني (2020–2022)
- آيفون 12 برو (2020–2021)
- آيفون 12 برو ماكس (2020–2021)
- آيفون 13 برو (2021–2022)
- آيفون 13 برو ماكس (2021–2022)

مصدر: أرشيف أبل نيوزروم

## مُعدات
يحتوي آيفون على معظم أجزاء الأجهزة في هاتف ذكي حديث نموذجي. تعتبر بعض عناصر الأجهزة، مثل لمس 3D و Taptic Engine، فريدة بالنسبة لجهاز آيفون. الأجهزة الرئيسية لجهاز آيفون هي الشاشة التي تعمل باللمس، حيث تقدم الطرازات الحالية شاشات 4.7 بوصة وأكبر. يتم تضمين مجموعة من المستشعرات في الجهاز، مثل مستشعر القرب، مستشعر الإضاءة المحيطة، مقياس التسارع، مستشعر الجيروسكوب، مقياس المغناطيسية، مستشعر التعرف على الوجه، مستشعر بصمات الأصابع، ومقياس الضغط الجوي.
تشتمل جميع أجهزة آيفون على كاميرا خلفية، وكاميرا أمامية مدرجة في جميع الطرز منذ آيفون 4. قدم آيفون 7 بلس عدسات متعددة للكاميرا الخلفية لجهاز آيفون.

## برمجة
يقوم آيفون بتشغيل نظام تشغيل يُعرف باسم آي أو إس (المعروف سابقًا باسم نظام التشغيل آيفون). إنه أحد أنواع نواة نظام تشغيل داروين الموجود في ماك أو إس. كما تم تضمين برنامج «كور أنميشن» من ماك أو إٍس X v10.5 Leopard. جنبًا إلى جنب مع أجهزة الرسومات (وعلى آيفون 3 جي إس، OpenGL ES 2.0)، فهي مسؤولة عن الرسومات المتحركة للواجهة. يأتي آيفون مع مجموعة من التطبيقات المجمعة التي طورتها أبل، وتدعم تنزيل تطبيقات الطرف الثالث من خلال آب ستور.
توفر أبل تحديثات مجانية لنظام تشغيل آيفون سواء لاسلكيًا أو من خلال آيتونز. لقد رافقت التحديثات الجديدة الرئيسية تاريخياً الموديلات الجديدة.
يعتمد حجم نظام التشغيل على الإصدار. بينما يتطلب آي أو إس 8 أكثر من 4.5 غيغابايت، فإن خليفته يتطلب 1.3 غيغابايت فقط.
| طراز | إصدار                                    | إصدار                                                | توقف                      | دعم                                                | دعم                                                  | دعم                                                    | دعم                        | سعر الإطلاق (دولار أمريكي)                                            |
| طراز | مع نظام تشغيل                            | تاريخ                                                | توقف                      | انتهى                                              | نظام التشغيل الأخير                                  | فترة زمنية                                             | فترة زمنية                 | سعر الإطلاق (دولار أمريكي)                                            |
| طراز | مع نظام تشغيل                            | تاريخ                                                | توقف                      | انتهى                                              | نظام التشغيل الأخير                                  | أكثر                                                   | أقل                        | سعر الإطلاق (دولار أمريكي)                                            |
| --- | ---------------------------------------- | ---------------------------------------------------- | ------------------------- | -------------------------------------------------- | ---------------------------------------------------- | ------------------------------------------------------ | -------------------------- | --------------------------------------------------------------------- |
| آيفون | iPhone OS 1.0                            | 29 يونيو 2007                                        | 9 يونيو 2008              | 20 يونيو 2010                                      | iPhone OS 3.1.3                                      | 2 سنوات و11 شهور                                       | 2 سنوات                    | $499/$599*                                                            |
| آيفون 3 جي | iPhone OS 2.0                            | 11 يوليو 2008                                        | 9 أغسطس 2010              | 3 مارس 2011                                        | iOS 4.2.1                                            | 2 سنوات و7 شهور                                        | 6 شهور                     | $199/$299* $599/$699                                                  |
| آيفون 3 جي إس | iPhone OS 3.0                            | 19 يونيو 2009                                        | 12 سبتمبر 2012            | 18 سبتمبر 2013 (متأخر، تحديث واحد: 21 فبراير 2014) | iOS 6.1.6                                            | 4 سنوات و2 شهور                                        | 1 سنة                      | $199/$299* $599/$699                                                  |
| آيفون 4 | iOS 4.0                                  | 24 يونيو 2010                                        | 10 سبتمبر 2013            | 17 سبتمبر 2014                                     | iOS 7.1.2                                            | 4 سنوات و2 شهور                                        | 1 سنة                      | $199/$299* $599/$699                                                  |
| آيفون 4 إس | iOS 5.0                                  | 14 أكتوبر 2011                                       | 9 سبتمبر 2014             | 12 سبتمبر 2016 (متأخر، تحديث واحد: 22 يوليو 2019)  | iOS 9.3.5 (9.3.6)                                    | 4 سنوات و10 شهور                                       | 2 سنوات                    | $199/$299/$399* $649/$749/$849                                        |
| آيفون 5 | iOS 6.0                                  | 21 سبتمبر 2012                                       | 10 سبتمبر 2013            | 18 سبتمبر 2017 (متأخر، تحديث واحد: 22 يوليو 2019)  | iOS 10.3.3 (10.3.4)                                  | 4 سنوات و11 شهور                                       | 4 سنوات                    | $199/$299/$399* $649/$749/$849                                        |
| آيفون 5 سي | iOS 7.0                                  | 20 سبتمبر 2013                                       | 9 سبتمبر 2015             | 18 سبتمبر 2017                                     | iOS 10.3.3                                           | 3 سنوات و11 شهور                                       | 2 سنوات                    | $99/$199* $549/$649                                                   |
| آيفون 5 إس | iOS 7.0                                  | 20 سبتمبر 2013                                       | 21 مارس 2016              | 18 سبتمبر 2019 (الأخير، تحديث حصري: 31 أغسطس 2022) | iOS 12.4.1 (12.5.6)                                  | 5 سنوات و11 شهور                                       | 3 سنوات و5 شهور            | $199/$299/$399* $649/$749/$849                                        |
| آيفون 6 / 6 بلس | iOS 8.0                                  | 19 سبتمبر 2014                                       | 7 سبتمبر 2016             | 18 سبتمبر 2019 (الأخير، تحديث حصري: 31 أغسطس 2022) | iOS 12.4.1 (12.5.6)                                  | 4 سنوات و11 شهور                                       | 3 سنوات                    | $199/$299/$399* $649/$749/$849 بلس:$299/$399/$499* بلس:$749/$849/$949 |
| آيفون 6 إس / 6 إس بلس | iOS 9.0.1                                | 25 سبتمبر 2015                                       | 12 سبتمبر 2018            | 7 سبتمبر 2022                                      | iOS 15.6.1                                           | 9 سنوات و10 شهور                                       | 6 سنوات و11 شهور           | $199/$299/$399* $649/$749/$849 بلس:$299/$399/$499* بلس:$749/$849/$949 |
| آيفون إس إي (الأول) | iOS 9.3                                  | 31 مارس 2016                                         | 12 سبتمبر 2018            | 7 سبتمبر 2022                                      | iOS 15.6.1                                           | 9 سنوات و4 شهور                                        | 6 سنوات و11 شهور           | $399/$499                                                             |
| آيفون 7 / 7 بلس | iOS 10.0.1                               | 16 سبتمبر 2016                                       | 10 سبتمبر 2019            | 7 سبتمبر 2022                                      | iOS 15.6.1                                           | 8 سنوات و11 شهور                                       | 5 سنوات و11 شهور           | $199/$299/$399* $649/$749/$849 بلس:$319/$419/$519* بلس:$769/$869/$969 |
| آيفون 8 / 8 بلس | iOS 11.0                                 | 22 سبتمبر 2017                                       | 15 أبريل 2020             | حاليّ                                               | آخر iOS                                              | 7 سنوات و10 شهور                                       | 5 سنوات و4 شهور            | $699/$849 بلس:$799/$949                                               |
| آيفون X | iOS 11.0.1                               | 3 نوفمبر 2017                                        | 12 سبتمبر 2018            | حاليّ                                               | آخر iOS                                              | 7 سنوات و9 شهور                                        | 6 سنوات و11 شهور           | $549/$699* $999/$1149                                                 |
| آيفون XR | iOS 12.0                                 | 26 أكتوبر 2018                                       | 14 سبتمبر 2021            | حاليّ                                               | آخر iOS                                              | 6 سنوات و9 شهور                                        | 3 سنوات و11 شهور           | $749/$799/$899                                                        |
| آيفون XS / XS ماكس | iOS 12.0                                 | 21 سبتمبر 2018                                       | 10 سبتمبر 2019            | حاليّ                                               | آخر iOS                                              | 6 سنوات و11 شهور                                       | 5 سنوات و11 شهور           | $999/$1149/$1349 ماكس:$1099/$1249/$1449                               |
| آيفون 11 | iOS 13.0                                 | 20 سبتمبر 2019                                       | 7 سبتمبر 2022             | حاليّ                                               | آخر iOS                                              | 5 سنوات و10 شهور                                       | 2 سنوات و11 شهور           | $699/$749/$849                                                        |
| آيفون 11 برو / 11 برو ماكس | iOS 13.0                                 | 20 سبتمبر 2019                                       | 13 أكتوبر 2020            | حاليّ                                               | آخر iOS                                              | 5 سنوات و10 شهور                                       | 4 سنوات و10 شهور           | $999/$1149/$1349 ماكس: $1099/$1249/$1449                              |
| آيفون إس إي (الثاني) | iOS 13.4                                 | 24 أبريل 2020                                        | 8 مارس 2022               | حاليّ                                               | آخر iOS                                              | 5 سنوات و3 شهور                                        | 3 سنوات و5 شهور            | $399/$449/$549                                                        |
| آيفون 12 / 12 ميني | iOS 14.1 (12) iOS 14.2 (12 ميني)         | 23 أكتوبر 2020 (12) 13 نوفمبر 2020 (12 ميني)         | 7 سبتمبر 2022 (12 ميني)   | حاليّ                                               | آخر iOS                                              | 4 سنوات و9 شهور (12) 4 سنوات و9 شهور (12 ميني)         | 2 سنوات و11 شهور (12 ميني) | $829/$879/$979** ميني: $729/$779/$879**                               |
| آيفون 12 برو / 12 برو ماكس | iOS 14.1 (12 برو) iOS 14.2 (12 برو ماكس) | 23 أكتوبر 2020 (12 برو) 13 نوفمبر 2020 (12 برو ماكس) | 14 سبتمبر 2021            | حاليّ                                               | آخر iOS                                              | 4 سنوات و9 شهور (12 برو) 4 سنوات و9 شهور (12 برو ماكس) | 3 سنوات و11 شهور           | $999/$1099/$1299 ماكس: $1099/$1199/$1399                              |
| آيفون 13 / 13 ميني | iOS 15.0                                 | 24 سبتمبر 2021                                       | ( )                       | حاليّ                                               | آخر iOS                                              | 3 سنوات و10 شهور                                       |                            | $829/$929/$1129** ميني: $729/$829/$1029**                             |
| آيفون 13 برو / 13 برو ماكس | iOS 15.0                                 | 24 سبتمبر 2021                                       | 7 سبتمبر 2022             | حاليّ                                               | آخر iOS                                              | 3 سنوات و10 شهور                                       | 2 سنوات و11 شهور           | $999/$1099/$1299/$1499 ماكس: $1099/$1199/$1399/$1599                  |
| آيفون إس إي (الثالث) | iOS 15.4                                 | 18 مارس 2022                                         | ( )                       | حاليّ                                               | آخر iOS                                              | 3 سنوات و5 شهور                                        |                            | $429/$479/$579                                                        |
| آيفون 14 / 14 بلس | iOS 16.0                                 | 16 سبتمبر 2022 8 أكتوبر 2022 (14 بلس)                | ( )                       | حاليّ                                               | آخر iOS                                              | 2 سنوات و11 شهور                                       |                            | $799/$899/$1099** بلس: $899/$999/$1199**                              |
| آيفون 14 برو / 14 برو ماكس | iOS 16.0                                 | 16 سبتمبر 2022                                       | ( )                       | حاليّ                                               | آخر iOS                                              | 2 سنوات و11 شهور                                       |                            | $999/$1099/$1299/$1499 ماكس: $1099/$1199/$1399/$1599                  |
| \| توضيح: \| متوقف وغير مدعوم \| توقف، لكنه لا يزال مدعومًا \| حاليّ أو التي لا تزال تباع \| *يتطلب عقد لمدة 24 شهرًا \| **خصم 30 دولارًا مع العروض الخاصة لمشغل خدمات الاتصال \| |                                          |                                                      |                           |                                                    |                                                      |                                                        |                            |                                                                       |
| توضيح: | متوقف وغير مدعوم                         | توقف، لكنه لا يزال مدعومًا                            | حاليّ أو التي لا تزال تباع | *يتطلب عقد لمدة 24 شهرًا                            | **خصم 30 دولارًا مع العروض الخاصة لمشغل خدمات الاتصال |                                                        |                            |                                                                       |

| إصدار نظام التشغيل | جيل   | جيل   | جيل     | جيل | جيل  | جيل | جيل  | جيل  | جيل       | جيل             | جيل           | جيل       | جيل       | جيل    | جيل                         | جيل                     | جيل            | جيل        | جيل                  | جيل                              | جيل            | جيل                             |
| إصدار نظام التشغيل | الأول | 3 جي  | 3 جي إس | 4   | 4 إس | 5   | 5 سي | 5 إس | 6 / 6 بلس | 6 إس / 6 إس بلس | إس إي (الأول) | 7 / 7 بلس | 8 / 8 بلس | X      | إكس آر، إكس إس، إكس إس ماكس | 11، 11 برو، 11 برو ماكس | إس إي (الثاني) | 12، 12 برو | 12 ميني، 12 برو ماكس | 13, 13 ميني، 13 برو، 13 برو ماكس | إس إي (الثالث) | 14، 14 بلس، 14 برو، 14 برو ماكس |
| ------------------ | ----- | ----- | ------- | --- | ---- | --- | ---- | ---- | --------- | --------------- | ------------- | --------- | --------- | ------ | --------------------------- | ----------------------- | -------------- | ---------- | -------------------- | -------------------------------- | -------------- | ------------------------------- |
| iPhone OS 1        | Yes   | —     | —       | —   | —    | —   | —    | —    | —         | —               | —             | —         | —         | —      | —                           | —                       | —              | —          | —                    | —                                | —              | —                               |
| iPhone OS 2        | Yes   | Yes   | —       | —   | —    | —   | —    | —    | —         | —               | —             | —         | —         | —      | —                           | —                       | —              | —          | —                    | —                                | —              | —                               |
| iPhone OS 3        | Yes   | Yes   | Yes     | —   | —    | —   | —    | —    | —         | —               | —             | —         | —         | —      | —                           | —                       | —              | —          | —                    | —                                | —              | —                               |
| iOS 4              | No    | 4.2.1 | Yes     | Yes | —    | —   | —    | —    | —         | —               | —             | —         | —         | —      | —                           | —                       | —              | —          | —                    | —                                | —              | —                               |
| iOS 5              | No    | No    | Yes     | Yes | Yes  | —   | —    | —    | —         | —               | —             | —         | —         | —      | —                           | —                       | —              | —          | —                    | —                                | —              | —                               |
| iOS 6              | No    | No    | Yes     | Yes | Yes  | Yes | —    | —    | —         | —               | —             | —         | —         | —      | —                           | —                       | —              | —          | —                    | —                                | —              | —                               |
| iOS 7              | No    | No    | No      | Yes | Yes  | Yes | Yes  | Yes  | —         | —               | —             | —         | —         | —      | —                           | —                       | —              | —          | —                    | —                                | —              | —                               |
| iOS 8              | No    | No    | No      | No  | Yes  | Yes | Yes  | Yes  | Yes       | —               | —             | —         | —         | —      | —                           | —                       | —              | —          | —                    | —                                | —              | —                               |
| iOS 9              | No    | No    | No      | No  | Yes  | Yes | Yes  | Yes  | Yes       | Yes             | 9.3           | —         | —         | —      | —                           | —                       | —              | —          | —                    | —                                | —              | —                               |
| iOS 10             | No    | No    | No      | No  | No   | Yes | Yes  | Yes  | Yes       | Yes             | Yes           | Yes       | —         | —      | —                           | —                       | —              | —          | —                    | —                                | —              | —                               |
| iOS 11             | No    | No    | No      | No  | No   | No  | No   | Yes  | Yes       | Yes             | Yes           | Yes       | Yes       | 11.0.1 | —                           | —                       | —              | —          | —                    | —                                | —              | —                               |
| iOS 12             | No    | No    | No      | No  | No   | No  | No   | Yes  | Yes       | Yes             | Yes           | Yes       | Yes       | Yes    | Yes                         | —                       | —              | —          | —                    | —                                | —              | —                               |
| iOS 13             | No    | No    | No      | No  | No   | No  | No   | No   | No        | Yes             | Yes           | Yes       | Yes       | Yes    | Yes                         | Yes                     | 13.4           | —          | —                    | —                                | —              | —                               |
| iOS 14             | No    | No    | No      | No  | No   | No  | No   | No   | No        | Yes             | Yes           | Yes       | Yes       | Yes    | Yes                         | Yes                     | Yes            | 14.1       | 14.2                 | —                                | —              | —                               |
| iOS 15             | No    | No    | No      | No  | No   | No  | No   | No   | No        | Yes             | Yes           | Yes       | Yes       | Yes    | Yes                         | Yes                     | Yes            | Yes        | Yes                  | Yes                              | 15.4           | —                               |
| iOS 16             | No    | No    | No      | No  | No   | No  | No   | No   | No        | No              | No            | No        | Yes       | Yes    | Yes                         | Yes                     | Yes            | Yes        | Yes                  | Yes                              | Yes            | Yes                             |

### واجهة المستخدم
تعتمد الواجهة على الشاشة الرئيسية، وهي قائمة رسومية بالتطبيقات المتاحة. تعمل تطبيقات آيفون عادةً واحدة تلو الأخرى. بدءًا من آيفون 4، ظهرت نسخة بدائية من تعدد المهام. يمكن للمستخدمين النقر نقرًا مزدوجًا فوق زر الصفحة الرئيسية لتحديد التطبيقات التي تم فتحها مؤخرًا. ومع ذلك، لم تعمل التطبيقات في الخلفية مطلقًا. بدءًا من نظام التشغيل iOS 7، يمكن للتطبيقات القيام بمهام متعددة، ويعمل كل تطبيق مفتوح في الخلفية عندما لا يكون قيد الاستخدام. ومع ذلك، تظل معظم الوظائف متاحة عند إجراء مكالمة أو الاستماع إلى الموسيقى. يمكن لزر الجهاز الموجود أسفل الشاشة الوصول إلى الشاشة الرئيسية على آيفون 8 والإصدارات الأقدم. يستخدم آيفون X والنماذج الأحدث، باستثناء الجيلين الثاني والثالث من آيفون إس إي، بدلاً من ذلك الإيماءات القائمة على اللمس.
احتوى آيفون الأصلي على التطبيقات التالية: الرسائل (رسائل SMS وMMS)، التقويم، الصور، الكاميرا، يوتيوب، الأسهم، الخرائط (خرائط جوجل)، الطقس، المذكرات الصوتية، الملاحظات، الساعة، الحاسبة، الإعدادات وآيتونز (المتجر). تم تقديم آب ستور في آيفون أو إس 2 لأجهزة آيفون وآيفون 3 جي الأصلية. تمت إضافة البوصلة إلى آيفون أو إس 3 لجهاز آيفون 3 جي إس. تمت إضافة فيس تايم وغيم سنتر في آي أو إس 4 و 4.1 على التوالي. في آي أو إس 5، تمت إضافة التذكيرات والصحف والمجلات، وتم تقسيم تطبيق آيبود إلى تطبيقات منفصلة للموسيقى والفيديو. أضاف آي أو إس 6 Passbook وإصدارًا جديدًا من خرائط أبل يعتمد على البيانات المقدمة من توم توم (TomTom) ومصادر أخرى. لم يعد يوتيوب يأتي كتطبيق مثبت مسبقًا بدءًا من هذا الإصدار. قدم آي أو إس 7 تصميمًا مسطحًا حديثًا للواجهة وأضاف ميزة المنظر القائمة على الحركة لمنح الجهاز تأثيرًا شبه ثلاثي الأبعاد. أضاف آي أو إس 8 تطبيق الصحة. استبدل نظام التشغيل آي أو إس 9 الصحف والمجلات ودفتر الحسابات بالأخبار والمحفظة. قدم آي أو إس 10 الصفحة الرئيسية وخصص صفحة على الشاشة الرئيسية للأدوات. وأضاف آي أو إس 11 الملفات. قدم آي أو إس 12 تطبيق القياس، وهو تطبيق يستخدم تقنية الواقع المعزز لقياس الأدوات والأشياء. وهي متوفرة على الأجهزة المزودة بشريحة A9 أو أحدث.
مثبتة في قاعدة الشاشة، أربعة رموز للهاتف، البريد، سفاري، (الإنترنت)، والموسيقى تحدد الأغراض الرئيسية لآيفون. في 15 يناير 2008، أصدرت أبل تحديث البرنامج 1.1.3، مما يسمح للمستخدمين بإنشاء ويب كليبز (Web Clips)، أيقونات الشاشة الرئيسية التي تشبه التطبيقات التي تفتح صفحة يحددها المستخدم في سفاري. بعد التحديث، يمكن لمستخدمي آيفون إعادة ترتيب الرموز ووضعها (من خلال الضغط باستمرار على أي رمز ونقله إلى الموقع المطلوب بمجرد أن يبدأوا في الاهتزاز) على ما يصل إلى تسع شاشات رئيسية مجاورة أخرى، يمكن الوصول إليها عن طريق التمرير الأفقي.
يمكن للمستخدمين أيضًا إضافة وحذف الرموز من قفص الاتهام، وهو نفس الشيء في كل شاشة رئيسية. يحمل قفص الاتهام ما يصل إلى أربعة رموز ويقع في الجزء السفلي من الشاشة. تحتوي كل شاشة رئيسية على ما يصل إلى عشرين رمزًا للجيل الأول من آيفون، 3 جي، 3 جي إس، 4 و4 إس؛ يحتوي آيفون 5، 5 سي، 5 إس، والجيل الأول من آيفون إس إي على ما يصل إلى أربعة وعشرين رمزًا؛ بينما تدعم طرازات آيفون 6 والإصدارات الأحدث من آيفون ما يصل إلى ثمانية وعشرين رمزًا. يمكن للمستخدمين حذف ويب كليبز وتطبيقات الجهات الخارجية في أي وقت ويمكنهم تحديد تطبيقات معينة فقط للنقل من آيتونز. لا يمكن إزالة برامج أبل الافتراضية إلا منذ تحديث آي أو إس 10. أضاف التحديث 3.0 بحثًا على مستوى النظام، يُعرف باسم سبوتلايت، إلى يسار الشاشة الرئيسية الأولى.
يتم تقديم جميع المدخلات تقريبًا من خلال شاشة اللمس، والتي تفهم الإيماءات المعقدة باستخدام اللمس المتعدد. تتيح تقنيات تفاعل آيفون للمستخدم تحريك المحتوى لأعلى أو لأسفل عن طريق حركة السحب باللمس من الإصبع. على سبيل المثال، يتم تكبير وتصغير صفحات الويب والصور عن طريق وضع إصبعين على الشاشة وإبعادهما عن بعضهما البعض أو التقريب بينهما، وهي لفتة تُعرف باسم «القرص».
يتم التمرير عبر قائمة أو قائمة طويلة عن طريق تمرير إصبع على الشاشة من أسفل إلى أعلى، أو العكس. في كلتا الحالتين، تتحرك القائمة كما لو تم لصقها على السطح الخارجي للعجلة، وتتباطأ ببطء كما لو كانت متأثرة بالاحتكاك. بهذه الطريقة، تحاكي الواجهة فيزياء كائن حقيقي. على عكس طرق العرض السابقة القابلة للتمرير، حيث ضغط المستخدم على عنصر تحكم «لأسفل» لتحريك العرض «لأسفل»، في نظام آي أو إس، يدفع المستخدم لأعلى، كما لو كان يحرك «لوح خشب يطفو على الماء»، مما يخلق انطباعًا بأن يتلاعب المستخدم مباشرة بالمحتوى المعروض على الشاشة.
تتضمن التأثيرات التفاعلية الأخرى التي تركز على المستخدم تحديدًا فرعيًا منزلقًا أفقيًا، لوحة مفاتيح منزلقة رأسيًا، قائمة إشارات مرجعية، وعناصر واجهة مستخدم تتيح تكوين الإعدادات على الجانب الآخر. توجد أشرطة القوائم أعلى الشاشة وأسفلها عند الضرورة. تختلف خياراتهم حسب البرنامج ولكنها تتبع دائمًا فكرة نمطية متسقة. في التسلسل الهرمي للقائمة، يعرض زر «رجوع» في الزاوية العلوية اليسرى من الشاشة اسم المجلد الأصلي.

### هاتف

عند إجراء مكالمة، يقدم آيفون عددًا من الخيارات، بما في ذلك فيس تايم على الطرز المدعومة. يتم تعطيل الشاشة تلقائيًا عند الإمساك بها بالقرب من الوجه.

يسمح آيفون بإجراء المؤتمرات الصوتية، تعليق المكالمات، دمج المكالمات، معرف المتصل، والتكامل مع ميزات الشبكة الخلوية الأخرى ووظائف آيفون. على سبيل المثال، إذا تم تشغيل الموسيقى عند تلقي مكالمة، فإن الموسيقى تتلاشى وتعود مرة أخرى عند انتهاء المكالمة.
يقوم مستشعر القرب بإيقاف تشغيل الشاشة والدوائر الحساسة للمس عندما يتم تقريب آيفون من الوجه، وذلك لحفظ البطارية ومنع اللمسات غير المقصودة. لا يدعم آيفون مكالمات الفيديو أو مؤتمرات الفيديو على الإصدارات السابقة للجيل الرابع، حيث توجد كاميرا واحدة فقط على الجانب الآخر من الشاشة.
يدعم آيفون 4 مكالمات الفيديو باستخدام الكاميرا الأمامية أو الخلفية عبر شبكة واي فاي، وهي ميزة تستدعيها أبل عبر فيس تايم. يسمح التحكم الصوتي، الذي تم تقديمه في آيفون 3 جي إس، للمستخدمين بنطق اسم أو رقم جهة الاتصال وسيقوم آيفون بالاتصال به. يدعم الطرازان الأولان فقط الاتصال الصوتي من خلال تطبيقات الطرف الثالث.
يتضمن آيفون بريدًا صوتيًا مرئيًا (في بعض البلدان) ميزة تتيح للمستخدمين عرض قائمة برسائل البريد الصوتي الحالية على الشاشة دون الحاجة إلى الاتصال ببريدهم الصوتي. على عكس معظم الأنظمة الأخرى، يمكن الاستماع إلى الرسائل وحذفها بترتيب غير زمني عن طريق اختيار أي رسالة من قائمة على الشاشة.
تم تقديم ميزة نغمة الرنين الموسيقية في الولايات المتحدة في 5 سبتمبر 2007. يمكن للمستخدمين إنشاء نغمات رنين مخصصة من الأغاني المشتراة من متجر آيتونز مقابل رسوم إضافية بسيطة. يمكن أن تتراوح نغمات الرنين من ثلاث إلى 30 ثانية من أي جزء من الأغنية، ويمكن أن تتلاشى وتختفي، تتوقف مؤقتًا من نصف ثانية إلى خمس ثوانٍ عند تكرارها، أو تتكرر باستمرار. يمكن إجراء جميع عمليات التخصيص في آيتونز، أو باستخدام برنامج أبل جراح باند 4.1.1 أو إصدار أحدث (متوفر فقط في ماك أو إس X) أو في أدوات الجهات الخارجية.
مع إصدار آي أو إس 6، الذي تم إصداره في 19 سبتمبر 2012، أضافت أبل ميزات تمكّن المستخدم من الحصول على خيارات لرفض مكالمة هاتفية عندما يتصل بها شخص ما. يمكن للمستخدم الرد برسالة، أو تعيين تذكير لمعاودة الاتصال به في وقت لاحق.

### وسائط متعددة
تصميم مكتبة الموسيقى مشابه لتخطيط جهاز آيبود. يمكن لآيفون فرز مكتبة الوسائط الخاصة به حسب الأغاني، الفنانين، الألبومات، مقاطع الفيديو، قوائم التشغيل، الأنواع، الملحنين، البودكاست، الكتب الصوتية، والتجميعات. يتم تقديم الخيارات أبجديًا، باستثناء قوائم التشغيل، التي تحتفظ بترتيبها من آيتونز. يستخدم آيفون خطًا كبيرًا يتيح للمستخدمين مساحة كبيرة للمس اختيارهم.
يمكن للمستخدمين تدوير أجهزتهم أفقيًا إلى الوضع الأفقي للوصول إلى كوفر فلو. كما هو الحال في آيتونز، تُظهر هذه الميزة أغلفة الألبومات المختلفة في مكتبة صور قابلة للتمرير. يتم التمرير عن طريق تمرير إصبعك عبر الشاشة. بدلاً من ذلك، يمكن استخدام عناصر التحكم في سماعة الرأس لإيقاف المسارات مؤقتًا وتشغيلها وتخطيها وتكرارها. على آيفون 3 جي إس، يمكن تغيير مستوى الصوت باستخدام سماعات أذن أبل المضمنة، ويمكن استخدام ميزة التحكم الصوتي لتحديد مسار أو تشغيل الأغاني في قائمة تشغيل أو بواسطة فنان معين أو إنشاء قائمة تشغيل جينيس (عبقرية).
يدعم آيفون التشغيل بدون فراغات. مثل الجيل الخامس من أجهزة آيبود التي تم طرحها في عام 2005، يمكن لجهاز آيفون تشغيل الفيديو الرقمي، مما يسمح للمستخدمين بمشاهدة البرامج التلفزيونية والأفلام على شاشة عريضة. يبدل النقر المزدوج بين تشغيل الفيديو على الشاشة العريضة وبملء الشاشة.
يسمح آيفون للمستخدمين بشراء وتنزيل الأغاني من متجر آيتونز مباشرة إلى آيفون الخاص بهم. كانت الميزة تتطلب في الأصل شبكة واي فاي، ولكن منذ عام 2012، يمكن استخدامها على شبكة بيانات خلوية.
يشتمل جهاز آيفون على برنامج يتيح للمستخدم تحميل الصور الملتقطة بالكاميرا وعرضها وإرسالها بالبريد الإلكتروني. يقوم المستخدم بتكبير وتصغير الصور عن طريق تحريك إصبعين بعيدًا عن بعضهما أو تقريبهما، مثل سفاري. يتيح تطبيق الكاميرا أيضًا للمستخدمين عرض لفة الكاميرا والصور التي تم التقاطها بكاميرا آيفون. تتوفر هذه الصور أيضًا في تطبيق الصور، إلى جانب أي صور منقولة من آيفوتو أو آبريتشر على جهاز ماك أو فوتوشوب على جهاز كمبيوتر يعمل بنظام ويندوز.
لم يدعم آيفون التسجيل الصوتي حتى تحديث البرنامج 3.0.

### الاتصال بشبكة الإنترنت

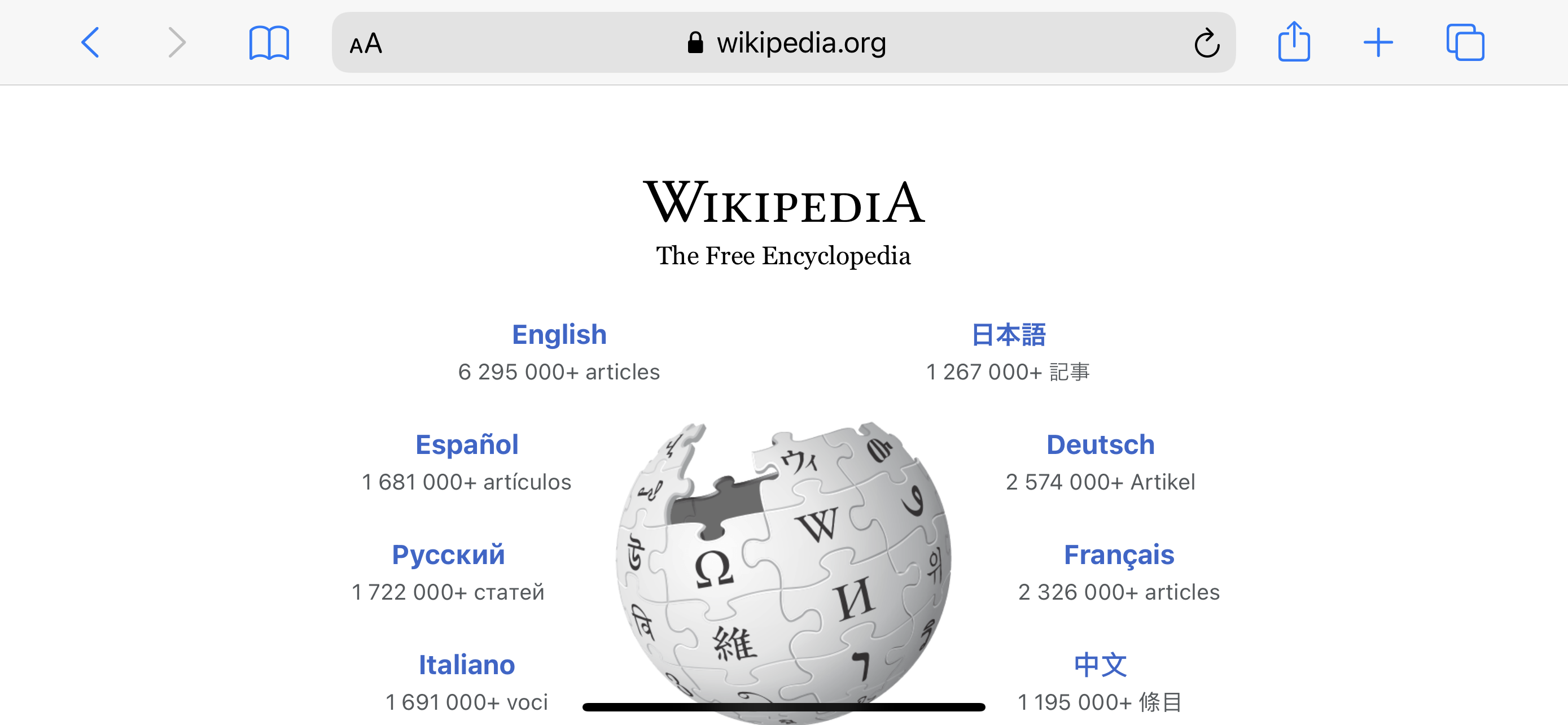
ويكيبيديا على آيفون من متصفح الويب سفاري في الوضع الأفقي

يتوفر الوصول إلى الإنترنت عندما يكون آيفون متصلاً بشبكة واي فاي محلية أو شبكة GSM أو EDGE واسعة النطاق، وكلاهما من معايير البيانات اللاسلكية من الجيل الثاني (2G). تشمل الشبكات التي يمكن الوصول إليها من طرازات آيفون1xRTT (ممثلة بـ 1 × على شريط الحالة) وGPRS (تظهر كـ GPRS على شريط الحالة)، EDGE (تظهر كحرف E كبير على شريط الحالة)، UMTS وEV-DO (معروض مثل 3G)، إصدار أسرع من UMTS و 4G (يظهر كرمز 4G على شريط الحالة)، وLTE (يظهر على شكل LTE على شريط الحالة). قدم آيفون 3 جي دعمًا للجيل الثالث من UMTS وHSDPA 3.6، قدم آيفون 4 إس دعمًا لشبكات HSUPA (14.4 ميجابت/ثانية)، وتم تقديم دعم HSDPA 7.2 في آيفون 3 جي إس. وقدم آيفون 5 دعمًا لـ 4G LTE. يتم دعم 5G Evolution الآن يتم دعمه على أي تي آند تي (AT&T) في المناطق التي يتم تنفيذها وتظهر على أنها علامة 5G أكبر وحرف E صغير الحجم. تستخدم 5GE 4x4 MIMO مضاعفة عدد الهوائيات، 256-QAM، وتجميع الموجات الحاملة ثلاثية الاتجاه. تمت إضافة دعم 5G الحقيقي بدءًا من سلسلة آيفون 12 في خريف 2020. تدعم جميع طرز آيفون 12 الفرعية 6 ترددات غيغاهرتز، لكن الموديلات التي تم شراؤها في الولايات المتحدة هي الوحيدة التي تدعم mmWave.
قدمت أي تي آند تي 3G في يوليو 2004، ولكن في أواخر عام 2007، صرح ستيف جوبز أنه لا يزال غير منتشر بما يكفي في الولايات المتحدة، وأن الشرائح ليست فعالة في استخدام الطاقة بما يكفي لتضمينها في آيفون. تمت إضافة دعم 802.1X، وهو نظام مصادقة شائع الاستخدام من قبل شبكات واي فاي للجامعات والشركات، في تحديث الإصدار 2.0.
بشكل افتراضي، سيطلب آيفون الانضمام إلى شبكات واي فاي المكتشفة حديثًا والمطالبة بكلمة المرور عند الحاجة. بدلاً من ذلك، يمكنه الانضمام إلى شبكات واي فاي المغلقة يدويًا. سيختار آيفون تلقائيًا أقوى شبكة، والاتصال بشبكة واي فاي بدلاً من EDGE عندما تكون متاحة. وبالمثل، فإن آيفون 3 جي وما بعده يفضل 3G على 2G وواي فاي على أي منهما.
يمكن إلغاء تنشيط واي فاي، بلوتوث، و 3G (على آيفون 3 جي وما بعده) بشكل فردي. يعطل وضع الطائرة جميع الاتصالات اللاسلكية مرة واحدة، متجاوزًا التفضيلات الأخرى. ومع ذلك، مرة واحدة في وضع الطيران، يمكن للمرء بشكل صريح تمكين واي فاي و/أو أوضاع بلوتوث للانضمام والاستمرار في العمل عبر إحدى هاتين الشبكتين أو كليهما بينما تظل أجهزة إرسال واستقبال الشبكة الخلوية معطلة.
سفاري هو متصفح الويب الأصلي لآيفون، ويعرض صفحات مشابهة لنظرائه في ماك وويندوز. يمكن عرض صفحات الويب في الوضع الرأسي أو الأفقي ويدعم الجهاز التكبير التلقائي عن طريق ضم أطراف الأصابع معًا أو تباعدها عن بعضها على الشاشة، أو عن طريق النقر المزدوج على النص أو الصور. لا يسمح سفاري بتنزيل الملفات باستثناء الامتدادات المحددة مسبقًا.
لا يدعم آيفون فلاش، والذي كان لا يزال يتمتع بشعبية عندما تم تقديم آيفون. وبناءً على ذلك، قضت هيئة معايير الإعلان في المملكة المتحدة بأنه يجب سحب إعلان يدعي أن آيفون يمكنه الوصول إلى «جميع أجزاء الإنترنت» في شكله الحالي، على أساس الدعاية الكاذبة. في رسالة عامة نادرة في أبريل 2010، أوضح ستيف جوبز، الرئيس التنفيذي لأبل، الأسباب الكامنة وراء غياب فلاش على آيفون (و آيباد). يدعم آيفون SVG ،CSS ،HTML، عنصر كانفز، بونجور. تم تقديم جوجل كروم إلى نظام التشغيل آي أو إس في 26 يونيو 2012، كما يتوفر أوبرا ميني.
يمكن لتطبيق الخرائط الوصول إلى خرائط جوجل في شكل خريطة أو قمر صناعي أو مختلط. يمكنه أيضًا إنشاء اتجاهات بين موقعين، مع توفير معلومات حركة مرور اختيارية في الوقت الفعلي. أثناء إعلان آيفون، أظهر جوبز هذه الميزة من خلال البحث عن مواقع ستاربكس القريبة ثم إجراء مكالمة مزحة لأحدهم بنقرة واحدة. تمت إضافة دعم اتجاهات المشي والنقل العام والتجوّل الافتراضي في تحديث برنامج الإصدار 2.2، ولكن لم يتم التنقل بتوجيهات صوتية.
يمكن لجهاز آيفون 3 جي إس وآيفون 4 توجيه الخريطة ببوصلة رقمية. قامت أبل أيضًا بتطوير تطبيق منفصل لعرض مقاطع فيديو يوتيوب على آيفون، والذي يقوم ببث مقاطع الفيديو بعد ترميزها باستخدام برنامج الترميز H.264. كما تستفيد تطبيقات الطقس وأسعار الأسهم البسيطة من الإنترنت.
يمكن لمستخدمي آيفون الوصول إلى الإنترنت بشكل متكرر وفي أماكن مختلفة. وفقًا لـ جوجل، في عام 2008، أنتج آيفون 50 مرة طلبات بحث أكثر من أي هاتف محمول آخر. وفقًا للرئيس التنفيذي لشركة دويتشه تيليكوم، رينيه أوبرمان، «يبلغ متوسط استخدام الإنترنت لعميل آيفون أكثر من 100 ميغا بايت. هذا هو 30 ضعف الاستخدام لعملائنا من المستهلكين العاديين المعتمدين على العقود». وجدت شركة نيلسون أن 98% من مستخدمي آيفون يستخدمون خدمات البيانات، و 88% يستخدمون الإنترنت. في الصين، تم بناء وتوزيع آيفون 3 جي وآيفون 3 جي إس بدون شبكة واي فاي.
مع طرح فيرايزون آيفون في يناير 2011، تم لفت انتباه الجمهور إلى مسألة استخدام الإنترنت أثناء الاتصال بالهاتف. في ظل شركتي النقل الأمريكيتين، يمكن استخدام الإنترنت والهاتف في وقت واحد على شبكات أي تي آند تي، بينما تدعم شبكات فيرايزون فقط استخدام كل منها على حدة. ومع ذلك، في عام 2014، أعلنت فيرايزون أن آيفون 6 و 6 بلس سيسمحان بالصوت والبيانات المتزامنة عبر شبكة LTE الخاصة بها. لقد مكّنت تي-موبل وسبرينت المكالمات عبر واي فاي، مع قيام فيرايزون وأي تي آند تي قريبًا بفعل الشيء نفسه.

### إدخال النص

لوحة المفاتيح الافتراضية على شاشة اللمس من الجيل الأول لجهاز آيفون

لإدخال النص، يقوم آيفون بتنفيذ لوحة مفاتيح افتراضية على الشاشة التي تعمل باللمس. يحتوي على التدقيق الإملائي التلقائي والتصحيح، وإمكانيات الكلمات التنبؤية، والقاموس الديناميكي الذي يتعلم الكلمات الجديدة. يمكن للوحة المفاتيح التنبؤ بالكلمة التي يكتبها المستخدم وإكمالها، وتصحيح الضغط العرضي للمفاتيح بالقرب من المفتاح المطلوب المفترض.
تكون المفاتيح أكبر إلى حد ما ومتباعدة عن بعضها عندما تكون في الوضع الأفقي، وهو مدعوم من قبل عدد محدود فقط من التطبيقات. يؤدي لمس جزء من النص لفترة وجيزة إلى ظهور عدسة مكبرة، مما يسمح للمستخدمين بوضع المؤشر في منتصف النص الموجود. يمكن أن تستوعب لوحة المفاتيح الافتراضية 21 لغة، بما في ذلك التعرف على الأحرف للغة الصينية.
يمكن كتابة الأحرف البديلة مع علامات الإعراب (على سبيل المثال، الأحرف من الحروف الهجائية للغات أخرى) والرموز التعبيرية من لوحة المفاتيح عن طريق الضغط على الحرف لمدة ثانيتين واختيار الحرف البديل من النافذة المنبثقة. جلب التحديث 3.0 دعمًا لقص، نسخ أو لصق النص، بالإضافة إلى لوحات المفاتيح الأفقية في المزيد من التطبيقات. على آيفون 4 إس والإصدارات الأحدث، يسمح سيري بالإملاء.
منذ نظام التشغيل آي أو إس 8، يُسمح بلوحات مفاتيح الطرف الثالث، الموزعة من خلال متجر التطبيقات. في السابق، كانت متوفرة فقط على أجهزة آيفون التي تعمل بكسر الحماية.

### البريد الإلكتروني والرسائل النصية
يتميز آيفون أيضًا ببرنامج بريد إلكتروني يدعم البريد الإلكتروني بتنسيق HTML، والذي يمكّن المستخدم من تضمين الصور في رسالة بريد إلكتروني. يمكن عرض مرفقات PDF، وورد، إكسل وباوربوينت لرسائل البريد على الهاتف. ياهو! تقدم خدمة بريد إلكتروني مجانية لـ آيفون. IMAP (على الرغم من أنه ليس Push-IMAP) ومعايير البريد POP3 مدعومة أيضًا، بما في ذلك مايكروسوفت إكستشينج وكيريو كونّيكت.
في الإصدارات الأولى من برنامج آيفون الثابت، تم تحقيق ذلك من خلال فتح IMAP على خادم إكستشينج. قامت أبل أيضًا بترخيص مايكروسوفت أكتيف سينك وتدعم النظام الأساسي (بما في ذلك البريد الإلكتروني للدفع) مع إصدار البرامج الثابتة لنظام آيفون 2.0. سيقوم آيفون بمزامنة إعدادات حساب البريد الإلكتروني من تطبيق البريد الخاص بشركة أبل، مايكروسوفت آوتلوك ومايكروسوفت إنتوريج ‏، أو يمكن تهيئته يدويًا على الجهاز نفسه. يمكن لبرنامج البريد الإلكتروني الوصول إلى أي حساب IMAP أو POP3 تقريبًا.
يتم تقديم الرسائل النصية بترتيب زمني في تنسيق صندوق بريد مشابه للبريد، والذي يضع كل النصوص الواردة من المستلمين مع الردود. يتم عرض الرسائل النصية في فقاعات الكلام (على غرار آيتشات) أسفل اسم كل مستلم. يحتوي آيفون على دعم مدمج لإعادة توجيه رسائل البريد الإلكتروني والمسودات وإرسال الصور المباشر من الكاميرا إلى البريد الإلكتروني. تمت إضافة دعم الرسائل القصيرة متعددة المستلمين في تحديث البرنامج 1.1.3. تمت إضافة دعم MMS في التحديث 3.0، ولكن ليس للجيل الأول الأصلي من آيفون وليس في الولايات المتحدة حتى 25 سبتمبر 2009.

### تطبيقات الطرف الثالث
في مؤتمر آبل العالمي للمطورين 2007 في 11 يونيو 2007، أعلنت أبل أن آيفون سيدعم تطبيقات الويب التابعة لجهات خارجية باستخدام أجاكس التي تشترك في شكل ومظهر واجهة آيفون. في 17 أكتوبر 2007، أعلن ستيف جوبز، في رسالة مفتوحة نُشرت في مدونة الويب «هوت نيوز» (Hot News) التابعة لأبل، أنه سيتم توفير حزمة أدوات تطوير البرمجيات لمطوري الطرف الثالث في فبراير 2008. تم الإعلان رسميًا عن حزمة الآيفون وإصدارها في 6 مارس 2008، في منشأة أبل تاون هال (Apple Town Hall).
إنه تنزيل مجاني، مع تسجيل أبل، يسمح للمطورين بتطوير تطبيقات أصلية لأجهزة آيفون وآيبود تاتش، ثم اختبارها في «جهاز محاكاة آيفون». ومع ذلك، لا يمكن تحميل تطبيق على جهاز حقيقي إلا بعد دفع رسوم عضوية أبل ديفلوبر كونكشن. للمطورين الحرية في تحديد أي سعر لتوزيع تطبيقاتهم من خلال متجر التطبيقات، حيث سيحصلون على حصة 70%.
يمكن للمطورين أيضًا اختيار إصدار التطبيق مجانًا ولن يدفعوا أي تكاليف لإصدار التطبيق أو توزيعه بما يتجاوز رسوم العضوية. تم إطلاق متجر التطبيقات مع إصدار آيفوون أو إس 2.0 في 11 يوليو 2008. كان التحديث مجانيًا لمستخدمي آيفون؛ طُلب من مالكي أجهزة آيبود تاتش القديمة دفع 10 دولارات أمريكية مقابل ذلك.
بمجرد أن يقدم المطور طلبًا إلى آب ستور، فإن أبل تحتفظ بالسيطرة الحازمة على توزيعه. يمكن لأبل إيقاف توزيع التطبيقات التي تراها غير مناسبة، على سبيل المثال، آي أم ريتش، وهو برنامج بقيمة 1000 دولار أمريكي أظهر ببساطة ثروة مستخدميه، و سيند مي تو هفن، وهي لعبة شجعت المستخدمين على إلقاء هواتفهم في الهواء. تعرضت أبل لانتقادات لحظرها تطبيقات الطرف الثالث التي تمكّن وظيفة لا تريدها أبل أن يمتلكها آيفون: في عام 2008، رفضت أبل بودكاستر، والتي سمحت لمستخدمي آيفون بتنزيل التدوين الصوتي مباشرة إلى آيفون بدعوى أنها تكرر وظيفة آيتونز. أصدرت أبل منذ ذلك الحين تحديثًا للبرنامج يمنح هذه الإمكانية.
كان بإمكان نت شير (NetShare)، وهو تطبيق آخر مرفوض، تمكين المستخدمين من ربط جهاز آيفون الخاص بهم بجهاز كمبيوتر محمول أو سطح مكتب، باستخدام شبكته الخلوية لتحميل البيانات للكمبيوتر. سمحت العديد من شركات تشغيل آيفون في وقت لاحق عالميًا بالربط قبل أن تدعمها آيفون رسميًا بالترقية إلى نظام التشغيل آيفون أو إس 3.0، مع كون أي تي آند تي موبِلتي أحدث نسبيًا في الولايات المتحدة. في الولايات المتحدة، تفرض معظم شركات الاتصالات رسومًا إضافية على ربط آيفون.
قبل إصدار حزمة أدوات تطوير البرمجيات، سُمح لأطراف ثالثة بتصميم «تطبيقات ويب» يمكن تشغيلها عبر سفاري. التطبيقات الأصلية غير الموقعة متاحة أيضًا للهواتف «مكسورة الحماية». لا تدعم أبل القدرة على تثبيت التطبيقات الأصلية على آيفون خارج متجر التطبيقات، والسبب المعلن هو أن هذه التطبيقات الأصلية يمكن أن تتعطل عن طريق أي تحديث للبرنامج، لكن أبل صرحت بأنها لن تصمم تحديثات البرامج على وجه التحديد لتقسيم البرامج الأصلية تطبيقات أخرى غير تلك التي تقوم بإلغاء قفل بطاقة SIM.
اعتبارًا من أكتوبر 2013، تجاوزت أبل 60 مليار عملية تنزيل للتطبيقات. اعتبارًا من سبتمبر 2016، تم تنزيل أكثر من 140 مليار تطبيق من آب ستور.
اعتبارًا من يناير 2017، يحتوي آب ستور على أكثر من 2.2 مليون تطبيق لآيفون.

### ميزات إمكانية الوصول
بدءًا من آيفون 4 إس، أضافت أبل ميزة إمكانية الوصول لتحسين وظيفة آيفون باستخدام المعينات السمعية. أصدرت أبل برنامج صنع لآيفون (Made for iPhone) للسمع. توفر هذه المعينات السمعية تجربة صوتية رقمية عالية الجودة وموفرة للطاقة وتسمح للمستخدم بإدارة المعينات السمعية مباشرة من آيفون. تتميز المُعينات السمعية المُصممة لأجهزة آيفون أيضًا بالاستماع المباشر مع استماع مباشر (Live Listen)، يعمل آيفون كميكروفون عن بعد يرسل الصوت إلى السمع المصمم لآيفون. يمكن أن يساعد «الاستماع المباشر» المستخدم على سماع محادثة في غرفة صاخبة أو سماع شخص يتحدث عبر الغرفة.
أعلنت أبل عن شاشات برايل لبرنامج آي أو إس بالتزامن مع إطلاق آيفون 3 جي إس، آيباد وآيبود تاتش (الجيل الثالث). أضاف هذا البرنامج دعمًا لأكثر من 50 شاشة عرض برايل لاسلكية تعمل بتقنية بلوتوث والتي تعمل مع آي أو إس خارج الصندوق. يحتاج المستخدم فقط إلى إقران لوحة المفاتيح بالجهاز لبدء استخدامه للتنقل في جهاز آي أو إس باستخدام فويس أوفر دون أي برامج إضافية. يدعم آي أو إس جداول برايل لأكثر من 25 لغة.
يتيح آيفون للمستخدم معرفة متى يتم إرسال تنبيه إليه، في مجموعة متنوعة من طرق الإشعار. يقدم تنبيهات مرئية واهتزازية للمكالمات الهاتفية الواردة ومكالمات فيس تايم والرسائل النصية الجديدة والبريد الجديد والمرسل وأحداث التقويم. يمكن للمستخدمين ضبط وميض ضوء LED للمكالمات الواردة والتنبيهات أو جعل المكالمات الواردة تعرض صورة المتصل. يمكن للمستخدمين الاختيار من بين أنماط الاهتزاز المختلفة أو حتى إنشاء أنماطهم الخاصة.
يمكن لآيفون تكبير النص لجعله أكثر سهولة بالنسبة للمستخدمين ضعاف البصر، ويمكنه استيعاب المستخدمين ضعاف السمع باستخدام الشرح التوضيحي المغلق وأجهزة TTY الخارجية. يتميز آيفون 3 جي إس أيضًا باللون الأبيض على الوضع الأسود، فويس أوفر (قارئ الشاشة)، التكبير لضعف الرؤية، والصوت الأحادي للسمع المحدود في أذن واحدة. تنشر أبل بانتظام قوالب إمكانية الوصول التطوعية للمنتج والتي تنص صراحةً على الامتثال للوائح الأمريكية «القسم 508».
مع إصدار آي أو إس 9 لجميع أجهزة آيفون، يمكن للمستخدمين الاختيار بين خيارين مختلفين لعرض الشاشة. يمكن للمستخدم اختيار عرض قياسي أو عرض مكبّر. عندما يتم وضع آيفون في إعداد عرض قياسي، تكون الرموز بالحجم الطبيعي والنص يظل كما هو. مع خيار العرض المكبر، تصبح الرموز الموجودة على الشاشة والنص أكبر قليلاً. يتيح ذلك للمستخدم الحصول على مظهر أكثر تخصيصًا ويمكن أن يساعد بعض المستخدمين على قراءة الشاشة بسهولة.
يساعد AssistiveTouch على تكييف شاشة اللمس المتعدد لجهاز آي أو إس مع الاحتياجات المادية الفريدة للمستخدم. يمكن أن يكون هذا مفيدًا جدًا لأولئك الذين يجدون صعوبة في بعض الإيماءات، مثل القرص، ويمكن للمرء أن يجعلهم متاحين بنقرة إصبع فقط. يمكن للمستخدم إنشاء إيماءاته الخاصة وتخصيص تخطيط قائمة AssistiveTouch. إذا واجه المستخدم مشكلة في الضغط على زر الصفحة الرئيسية، فيمكن ضبطه بحيث يمكن تنشيطه بنقرة على الشاشة. تتوفر الإيماءات، مثل التدوير والاهتزاز، حتى إذا كان جهاز آي أو إس مثبتًا على كرسي متحرك.
يساعد الوصول الإرشادي الأشخاص المصابين بالتوحد أو غيرهم من تحديات الانتباه والحسية على التركيز على المهمة (أو التطبيق) في متناول اليد. باستخدام الوصول الموجه (Guided Access)، يمكن للوالد أو المعلم أو المعالج تقييد جهاز آي أو إس للبقاء في تطبيق واحد عن طريق تعطيل زر الصفحة الرئيسية والحد من مقدار الوقت الذي يقضيه التطبيق. يمكن للمستخدم تقييد الوصول إلى لوحة المفاتيح أو الإدخال باللمس في مناطق معينة من الشاشة.
في عام 2019، بدأت أبل في تطوير الأقمار الصناعية حتى يتمكن آيفون من تخطي شركات الاتصالات اللاسلكية.

## برنامج ترقية آيفون
برنامج ترقية آيفون هو برنامج مدته 24 شهرًا مصممًا للمستهلكين للحصول على أحدث آيفون كل عام دون دفع أسعار مقدمة. يتألف البرنامج من «دفعات شهرية منخفضة»، حيث سيدفع المستهلكون تدريجيًا مقابل آيفون لديهم على مدار 24 شهرًا، مع فرصة للتبديل (الترقية) إلى آيفون الجديد بعد 12 شهرًا من الدفع. بمجرد مرور 12 شهرًا، يمكن للمستهلكين استبدال جهاز آيفون الحالي الخاص بهم بآخر جديد، ويتم تحويل المدفوعات من الجهاز القديم إلى الجهاز الجديد، و «إعادة تشغيل» البرنامج بفترة 24 شهرًا جديدة.
تشمل الميزات الإضافية للبرنامج أجهزة غير مقفلة، مما يعني أن المستهلكين أحرار في اختيار شركة الاتصالات التي يريدونها، وحماية لمدة عامين من أبل كير+، والتي تشمل «إصلاح الأجهزة، ودعم البرامج، والتغطية لما يصل إلى حالتي تلف عرضي».
تشمل الانتقادات الموجهة للبرنامج دورة المدفوعات المحتملة التي لا نهاية لها، حيث كتب دامون بيريس من ذا هافينغتون بوست، أكمل دورة الدفع الكاملة التي تبلغ 24 شهرًا، وستكون عالقًا مع هاتف قديم. قم بالترقية كل 12 شهرًا، ولن تتوقف أبدًا عن دفع أموال أبل لأجهزة آيفون". بالإضافة إلى ذلك، يقتصر البرنامج على أجهزة آيفون فقط؛ لا يتم تضمين خدمة الهاتف الخليوي من مشغل الشبكة.

## الملكية الفكرية
قدمت أبل أكثر من 200 طلب براءة اختراع تتعلق بالتكنولوجيا وراء آيفون.
ادعت إل جي إلكترونيكس أن تصميم آيفون تم نسخه من إل جي برادا. قال وو-يونغ كواك، رئيس مركز البحث والتطوير في إل جي موبل هاندسيت، في مؤتمر صحفي: «نعتبر أن أبل قامت بنسخ هاتف برادا بعد الكشف عن التصميم عندما تم تقديمه في جائزة آي إف ديزاين (iF Design) وفاز بالجائزة في سبتمبر 2006.» على العكس من ذلك، فقد ألهم آيفون أيضًا نصيبه من النسخ عالية التقنية.
في 3 سبتمبر 1993، قدمت إنفوغير (Infogear) طلبًا للعلامة التجارية الأمريكية "I PHONE" وفي 20 مارس 1996، تقدمت بطلب للحصول على العلامة التجارية "IPhone". تم تسجيل "I Phone" في مارس 1998، وتم تسجيل "IPhone" في عام 1999. منذ ذلك الحين، تم التخلي عن علامة I PHONE. تغطي العلامات التجارية لإنفوغير «محطات الاتصالات التي تشتمل على أجهزة وبرامج الكمبيوتر التي توفر الهاتف المتكامل واتصالات البيانات ووظائف الكمبيوتر الشخصي» (تقديم 1993)، و «أجهزة وبرامج الكمبيوتر لتوفير اتصال هاتفي متكامل مع شبكات المعلومات العالمية المحوسبة» (تسجيل عام 1996).
في عام 2000، رفع إنفوغير دعوى انتهاك ضد مالكي اسم مجال iPhones.com. طعن مالكو اسم مجال iPhones.com في دعوى الانتهاك في محكمة المقاطعة الشمالية في كاليفورنيا. في يونيو 2000، استحوذت سيسكو سيستمز (Cisco Systems) على إنفوغير، بما في ذلك علامة آيفون التجارية. في سبتمبر 2000، استقرت سيسكو سيستمز مع مالكي iPhones.com وسمحت للمالكين بالاحتفاظ باسم مجال iPhones.com جنبًا إلى جنب مع حقوق الملكية الفكرية لاستخدام أي تسمية لاسم مجال iPhones.com لبيع الهواتف الخلوية، الهواتف الخلوية المزودة بإمكانية الوصول إلى الإنترنت (WAP PHONES)، أجهزة المساعد الرقمي الشخصي، الأجهزة المحمولة، أجهزة التخزين وأجهزة الكمبيوتر (الأجهزة / البرامج)، والكاميرات الرقمية (الأجهزة / البرامج). تم منح حقوق الملكية الفكرية لمالكي اسم مجال iPhones.com بواسطة سيسكو سيستمز في سبتمبر 2000.
في أكتوبر 2002، تقدمت أبل بطلب للحصول على علامة "iPhone" التجارية في المملكة المتحدة، أستراليا، سنغافورة، والاتحاد الأوروبي. تبع ذلك طلب كندي في أكتوبر 2004، وطلب من نيوزيلندا في سبتمبر 2006. اعتبارًا من أكتوبر 2006، تم منح طلبات سنغافورة وأستراليا فقط.
في سبتمبر 2006، تقدمت شركة تدعى أوشن تيليكوم سيرفرسز (Ocean Telecom Services) بطلب للحصول على علامة تجارية لـ "iPhone" في الولايات المتحدة، المملكة المتحدة، وهونغ كونغ، بعد تقديم ملف في ترينيداد وتوباغو. نظرًا لأن تطبيقات العلامات التجارية لشركة أوشن تيليكوم تستخدم نفس الصياغة تمامًا مثل تطبيق نيوزيلندا لأبل، فمن المفترض أن أوشن تيليكوم تتقدم بطلب نيابة عن أبل. تم معارضة الطلب الكندي في أغسطس 2005، من قبل شركة كندية تسمى كومويف الذين تقدموا هم أنفسهم بطلب للحصول على العلامة التجارية بعد ثلاثة أشهر. تبيع كومويف أجهزة VoIP تسمى آيفون (iPhone) منذ عام 2004.
بعد وقت قصير من إعلان ستيف جوبز في 9 يناير 2007، أن أبل ستبيع منتجًا يسمى آيفون في يونيو 2007، أصدرت سيسكو بيانًا بأنها كانت تتفاوض بشأن ترخيص العلامة التجارية مع أبل وتوقعت أن توافق أبل على المستندات النهائية التي تم تقديمها الليلة السابقة. في 10 يناير 2007، أعلنت سيسكو أنها رفعت دعوى قضائية ضد شركة أبل بسبب انتهاك العلامة التجارية آيفون، سعيًا للحصول على أمر قضائي في المحكمة الفيدرالية لمنع أبل من استخدام الاسم. في فبراير 2007، ادعت شركة سيسكو أن الدعوى القضائية الخاصة بالعلامات التجارية كانت «مناوشة صغيرة» لم تكن تتعلق بالمال، بل تتعلق بإمكانية التشغيل البيني.
في 2 فبراير 2007، أعلنت أبل وسيسكو أنهما اتفقتا على تعليق التقاضي مؤقتًا أثناء إجراء محادثات التسوية، وأعلنا لاحقًا في 20 فبراير 2007، أنهما توصلتا إلى اتفاق. سيُسمح لكلا الشركتين باستخدام اسم «آيفون» في مقابل «استكشاف إمكانية التشغيل البيني» بين منتجات الاتصالات الخاصة بالأمن والمستهلك والأعمال.
في 22 أكتوبر 2009، رفعت نوكيا دعوى قضائية ضد أبل لانتهاك براءات اختراع GSM ،UMTS، و WLAN. تدعي نوكيا أن أبل قد انتهكت عشر براءات اختراع من نوكيا منذ الإصدار الأولي لآيفون.
في ديسمبر 2010، ذكرت وكالة رويترز أن بعض مستخدمي آيفون وآيباد كانوا يقاضون شركة أبل لأن بعض التطبيقات كانت تنقل معلومات المستخدم إلى معلنين من جهات خارجية دون إذن. تم أيضًا تسمية بعض صانعي التطبيقات مثل تيكستبلس4 (Textplus4)، بيّبر توس، ذا ويذر تشانيل وديكشنري.كوم، توكينغ توم كات (Talking Tom Cat) وبمبكين ميكر (Pumpkin Maker) كمدعى عليهم في الدعوى.
في أغسطس 2012، فازت أبل بدعوى براءة اختراع هاتف ذكي في الولايات المتحدة ضد سامسونج، أكبر صانع للهواتف الذكية في العالم؛ ومع ذلك، في 6 ديسمبر 2016، ألغت المحكمة العليا للولايات المتحدة القرار الذي منح ما يقرب من 400 مليون دولار لأبل وأعادت القضية إلى محكمة الدائرة الفيدرالية لتحديد المعيار القانوني المناسب لتعريف «مادة التصنيع» لأنه ليس الهاتف الذكي نفسه ولكن يمكن أن تكون الحالة والشاشة فقط التي تتعلق بها براءات اختراع التصميم.
في مارس 2013، تم الكشف عن براءة اختراع أبل لعرض ملفوف.

## قيود
تتحكم أبل بإحكام في بعض جوانب آيفون. وفقًا لجوناثان زيترين، فإن ظهور الأجهزة المغلقة مثل آيفون جعل الحوسبة أكثر ملكية من الإصدارات القديمة من مايكروسوفت ويندوز.
لقد وجد مجتمع المتسللين العديد من الحلول، معظمها غير مسموح به من قبل أبل وتجعل من الصعب أو المستحيل الحصول على خدمة الضمان. «جيلبريك» يسمح للمستخدمين بتثبيت التطبيقات غير المتوفرة في متجر التطبيقات أو تعديل الوظائف الأساسية. يسمح فتح بطاقة SIM باستخدام آيفون على شبكة شركة نقل مختلفة. ومع ذلك، في الولايات المتحدة، لا يمكن لأبل إبطال ضمان آيفون ما لم تظهر أن مشكلة أو فشل مكون مرتبط بتثبيت أو وضع عنصر ما بعد السوق مثل التطبيقات غير المصرح بها، بسبب ماغنوسون التابع للجنة التجارة الفيدرالية - قانون ضمان موس لسنة 1975.
يمكن للمستخدمين وضع قيود أو أدوات الرقابة الأبوية على التطبيقات التي يمكن تنزيلها أو استخدامها داخل آيفون. تتطلب منطقة القيود كلمة مرور.

### التنشيط
عادةً ما يمنع آيفون الوصول إلى مشغل الوسائط وميزات الويب الخاصة به ما لم يتم تنشيطه أيضًا كهاتف مع شركة اتصالات معتمدة. في 3 يوليو 2007، أفاد جون ليش جوهانسن في مدونته أنه قد تجاوز هذا المطلب بنجاح وفتح ميزات آيفون الأخرى بمزيج من البرامج المخصصة وتعديل برنامج آيتونز الثنائي. قام بنشر البرنامج والإزاحة ليستخدمها الآخرون.
على عكس الجيل الأول من آيفون، يجب تنشيط آيفون 3 جي في المتجر في معظم البلدان. هذا يجعل اختراق آيفون 3 جي أكثر صعوبة، ولكن ليس مستحيلاً. تسببت الحاجة إلى التنشيط داخل المتجر، بالإضافة إلى العدد الهائل من مستخدمي آيفون وآيبود تاتش من الجيل الأول الذين قاموا بالترقية إلى آيفون أو إس 2.0، في زيادة التحميل على خوادم أبل في جميع أنحاء العالم في 11 يوليو 2008، وهو اليوم الذي شهد كل من آيفون 3 جي وآيفون أو إس 2.0 بالإضافة إلى إصدار موبل مي. بعد التحديث، طُلب من الأجهزة الاتصال بخوادم أبل للمصادقة عليها، مما تسبب في تعطيل العديد من الأجهزة مؤقتًا.
ومع ذلك، يمكن لمستخدمي شبكة أو 2 في المملكة المتحدة شراء الهاتف عبر الإنترنت وتنشيطه عبر آيتونز كما هو الحال مع الطراز السابق. حتى عندما لا يكون ذلك مطلوبًا، عادة ما يعرض البائعون التنشيط لراحة المشتري. في الولايات المتحدة، بدأت أبل في تقديم الشحن المجاني على كل من آيفون 3 جي وآيفون 3 جي إس (عند توفرها)، مما يعكس متطلبات التنشيط في المتجر. بست باي ووالمارت سيبيعان آيفون أيضًا.

### برامج الجهات الخارجية غير المعتمدة وكسر الحماية
تم تصميم نظام تشغيل آيفون لتشغيل البرامج التي تحمل توقيع تشفير معتمد من أبل فقط. يمكن التغلب على هذا التقييد عن طريق «كسر الحماية» (jailbreaking) للهاتف، والذي يتضمن استبدال البرامج الثابتة لآيفون بإصدار معدل قليلاً لا يفرض فحص التوقيع. قد يكون القيام بذلك تحايلًا على إجراءات الحماية الفنية لأبل. أبل، في بيان لمكتب حقوق الطبع والنشر بالولايات المتحدة ردًا على ضغط مؤسسة الحدود الإلكترونية (EFF) لاستثناء قانون الألفية الجديدة لحقوق طبع ونشر المواد الرقمية لهذا النوع من القرصنة، زعمت أن كسر حماية جهاز آيفون سيكون انتهاكًا لحقوق الطبع والنشر بسبب التعديل الضروري لبرنامج النظام. ومع ذلك، في عام 2010، تم إعلان كسر الحماية رسميًا في الولايات المتحدة بموجب قانون الألفية الجديدة لحقوق طبع ونشر المواد الرقمية. قد تكون أجهزة آيفون مكسورة الحماية (jailbroken) معرضة لفيروسات الكمبيوتر، ولكن تم الإبلاغ عن القليل من هذه الحوادث.
آي أو إس وأندرويد 2.3.3 يمكن إعداد «جينجر بريد» للتمهيد المزدوج على آيفون مكسور الحماية بمساعدة أوبني بوت أو آيدرويد (iDroid).
في الأعوام 2007، 2010، و 2011، أصدر المطورون سلسلة من الأدوات تسمى جيلبريك مي والتي تستخدم الثغرات الأمنية في عرض سفاري للجوال لكسر حماية الجهاز (والذي يسمح للمستخدمين بتثبيت أي برنامج متوافق على الجهاز بدلاً من تطبيقات آب ستور فقط). تم إصلاح كل من هذه الثغرات بسرعة من خلال تحديثات آي أو إس من أبل. من الناحية النظرية، كان من الممكن أيضًا استخدام هذه العيوب لأغراض ضارة.
في يوليو 2011، أصدرت أبل آي أو إس 4.3.5 (4.2.10 لآيفون CDMA) لإصلاح ثغرة أمنية مع التحقق من صحة الشهادة.
بعد إصدار طراز آيفون 5 إس، أعلنت مجموعة من المتسللين الألمان تسمى كايوس كومبيوتر كلوب في 21 سبتمبر 2013، أنها تجاوزت مستشعر بصمة الإصبع الجديد من أبل باستخدام «الوسائل اليومية السهلة». وأوضحت المجموعة أن النظام الأمني قد هُزم بتصوير بصمة إصبع من سطح زجاجي واستخدام تلك الصورة الملتقطة للتحقق. وصرح المتحدث باسم المجموعة: «نأمل أن يزيل هذا أخيرًا الأوهام التي لدى الناس بشأن القياسات الحيوية لبصمات الأصابع. من الغباء استخدام شيء لا يمكنك تغييره وتركه في كل مكان كل يوم كرمز أمان».

### فتح بطاقة SIM

#### الولايات المتحدة

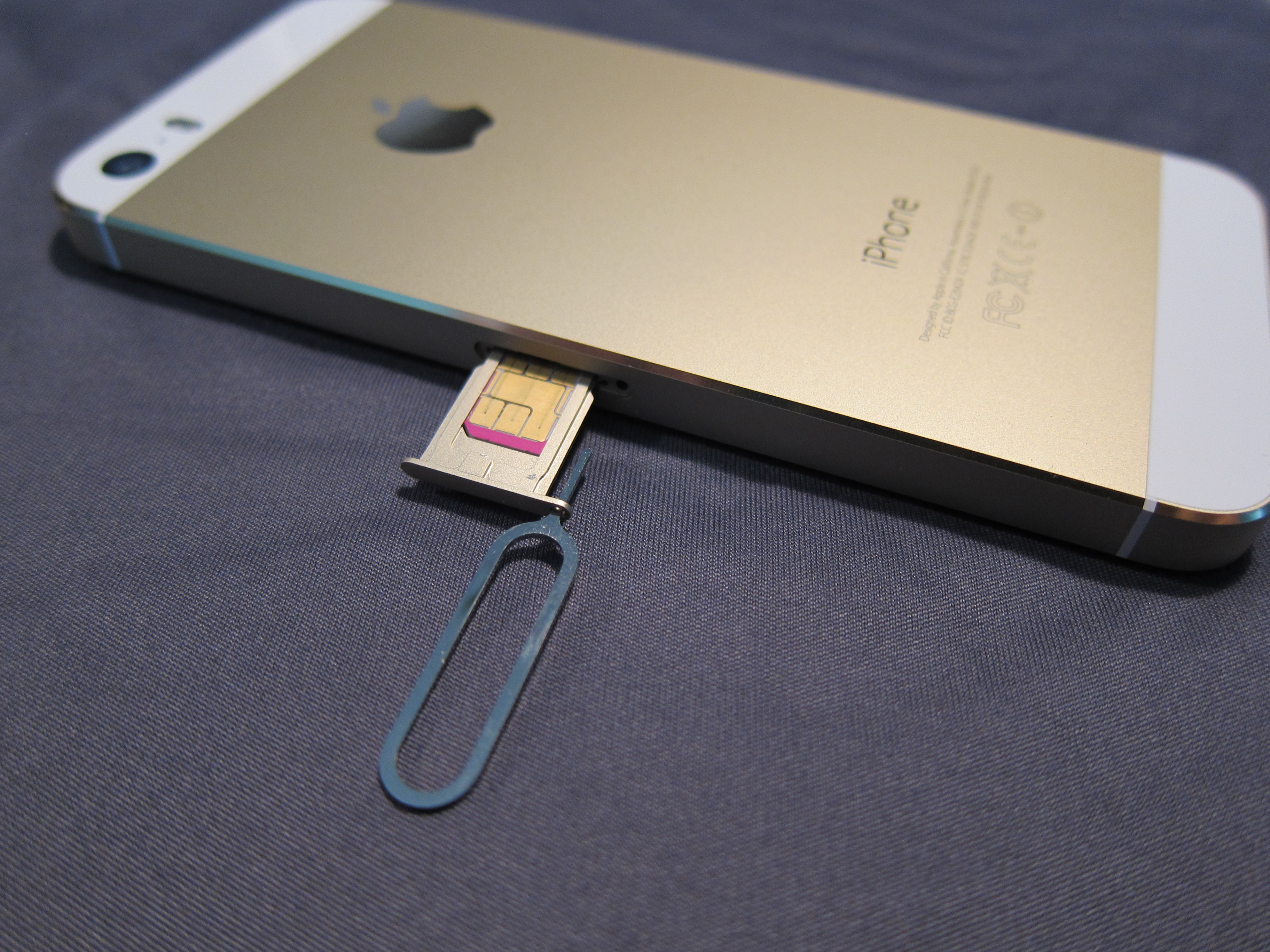
يتم عرض آيفون 5 إس مع درج بطاقة SIM بشكل جزئي وأداة إخراج بطاقة SIM في فتحة الإخراج

كانت معظم أجهزة آيفون ولا تزال يُباع بقفل بطاقة SIM، مما يقيد استخدام الهاتف على شركة اتصالات معينة، وهي ممارسة شائعة مع هواتف GSM المدعومة. على عكس معظم هواتف GSM، لا يمكن إلغاء قفل الهاتف رسميًا عن طريق إدخال رمز. يتم الحفاظ على حالة القفل/بدون القفل على خوادم أبل لكل IMEI ويتم ضبطه عند تنشيط آيفون. 
بينما تم تاريخ آيفون مع وجود قفل SIM في مكانه، فقد وجد العديد من المتسللين طرقًا «لفتح» الهاتف من شبكة معينة. على الرغم من أن أي تي آند تي، سبرينت، تي-موبل وفيرايزون هي شركات آيفون المعتمدة الوحيدة في الولايات المتحدة، يمكن استخدام أجهزة آيفون غير المؤمّنة مع شركات اتصالات أخرى.  على سبيل المثال، يمكن استخدام آيفون غير المؤمَّن على شبكة تي-موبل في الولايات المتحدة، ولكن بينما يتوافق آيفون غير المؤمَّن مع شبكة تي-موبل الصوتية، فقد لا يكون قادرًا على الاستفادة من وظائف 3G أو 4G (على سبيل المثال، لا يوجد ويب للجوال أو بريد إلكتروني، وما إلى ذلك).  يتم تسجيل أكثر من ربع الجيل الأول من أجهزة آيفون الأصلية المباعة في الولايات المتحدة لدى أي تي آند تي. تتكهن أبل بأنه من المحتمل أن يتم شحنها إلى الخارج وهي غير مقفلة (المعروف أيضًا باسم بوكس بريكنغ (كسر الصندوق))، وهو سوق مربح قبل إصدار آيفون 3 جي في جميع أنحاء العالم.
في 26 مارس 2009، بدأت أي تي آند تي في الولايات المتحدة ببيع آيفون بدون عقد، على الرغم من أن بطاقة SIM لا تزال مقفلة على شبكتها. غالبًا ما يكون سعر الشراء مقدمًا لوحدات آيفون هذه ضعف تكلفة تلك المرفقة بالعقود.
تختلف السياسات خارج الولايات المتحدة، لا سيما في الأراضي الأمريكية والمناطق الجزرية مثل غوام. كانت جي تي أي تيليغوم ‏ هي الناقل الحصري لآيفون منذ طرحه، حيث لم يكن لأي من شركات النقل الأمريكية الأربع (أي تي آند تي، سبرينت، تي-موبل، وفيرايزون) وجود في المنطقة. منذ عام 2013، أنهت دوكومو باسيفك حصرية جي تي أي بدءًا من آيفون 5.
ابتداءً من 8 أبريل 2012، بدأت أي تي آند تي في تقديم خيار فتح بطاقة SIM في المصنع (والذي تسميه أبل "whitelisting"، مما يسمح باستخدامه على أي شركة اتصالات يدعمها الهاتف) لمالكي آيفون.
تم الإبلاغ عن أن جميع هواتف فيرايزون 4G LTE تأتي بدون قفل في المصنع. بعد هذا الاكتشاف، أعلنت فيرايزون أن جميع هواتف 4G LTE، بما في ذلك أجهزة آيفون، ستظل غير مقفلة. هذا يرجع إلى اللوائح التي وضعتها لجنة الاتصالات الفيدرالية على 700 طيف كتلة C MHz، الذي تستخدمه فيرايزون.  تخسر أبل أموالاً أكثر مما تكسبه من خدمات الإصلاح في الولايات المتحدة.

#### بلدان أخرى
في المملكة المتحدة، تبيع أو 2، إي إي (EE)، 3، فودافون، وتيسكو موبايل الجهاز بموجب عقود مدعومة، أو لاستخدامه مقابل الدفع حسب الاستخدام. يتم قفلها بالشبكة في البداية، على الرغم من أنه يمكن عادةً إلغاء قفلها إما بعد مرور فترة معينة من مدة العقد، أو مقابل رسوم رمزية (باستثناء الشبكة الثالثة، والتي ستفتح الجهاز في أي وقت بدون رسوم). ومع ذلك، فإن جميع الإصدارات الحالية من آيفون متاحة للشراء بدون بطاقة SIM من متجر أبل أو متجر أبل عبر الإنترنت، وبالتالي، يتم إلغاء قفلها للاستخدام على أي شبكة GSM أيضًا.[هل يوثق بهذا المصدر؟]
في كندا، يتم إلغاء قفل جميع أجهزة آيفون التي تم شراؤها بسعر التجزئة الكامل في متجر أبل أو عبر الإنترنت على apple.com مما يسمح للعملاء باختيار شركات الاتصالات. تم قفل أجهزة آيفون التي تم بيعها في كندا والتي تم شراؤها من خلال حاملات الهاتف المحمول مثل تيلاس، روجرز أو بيل على شبكاتهم الخاصة وفتحها مطلوبًا عند زيارة متجر شركة الجوال ودفع رسوم فتح. كانت طرق الطرف الثالث لإلغاء قفل أجهزة آيفون موجودة ولكنها كانت غير موثوقة للغاية وأحيانًا جعلت الهواتف غير قابلة للاستخدام.  ومع ذلك، في عام 2017، ألغت هيئة الإذاعة والتلفزيون والاتصالات الكندية قفل بطاقة SIM وطالبت بإلغاء قفل جميع الأجهزة المحمولة التي تم بيعها بعد 1 ديسمبر 2017. كما أوضحت الهيئة الكندية أن تقدم شركات النقل خدمات إلغاء قفل الأجهزة الحالية مجانًا للمستهلكين، بغض النظر عما إذا كانوا قد اشتروا الهاتف بأنفسهم أم لا. في أستراليا، شركات النقل الرئيسية الثلاث (أوبتوس، تلسترا وفودافون)  تقدم فتحًا شرعيًا، الآن مجانًا لجميع أجهزة آيفون، سواء في الطرز الحالية أو السابقة.
على الصعيد الدولي، تختلف السياسات، لكن العديد من شركات الاتصالات تبيع آيفون بدون قفل بسعر التجزئة الكامل.

### إصلاح الجهاز

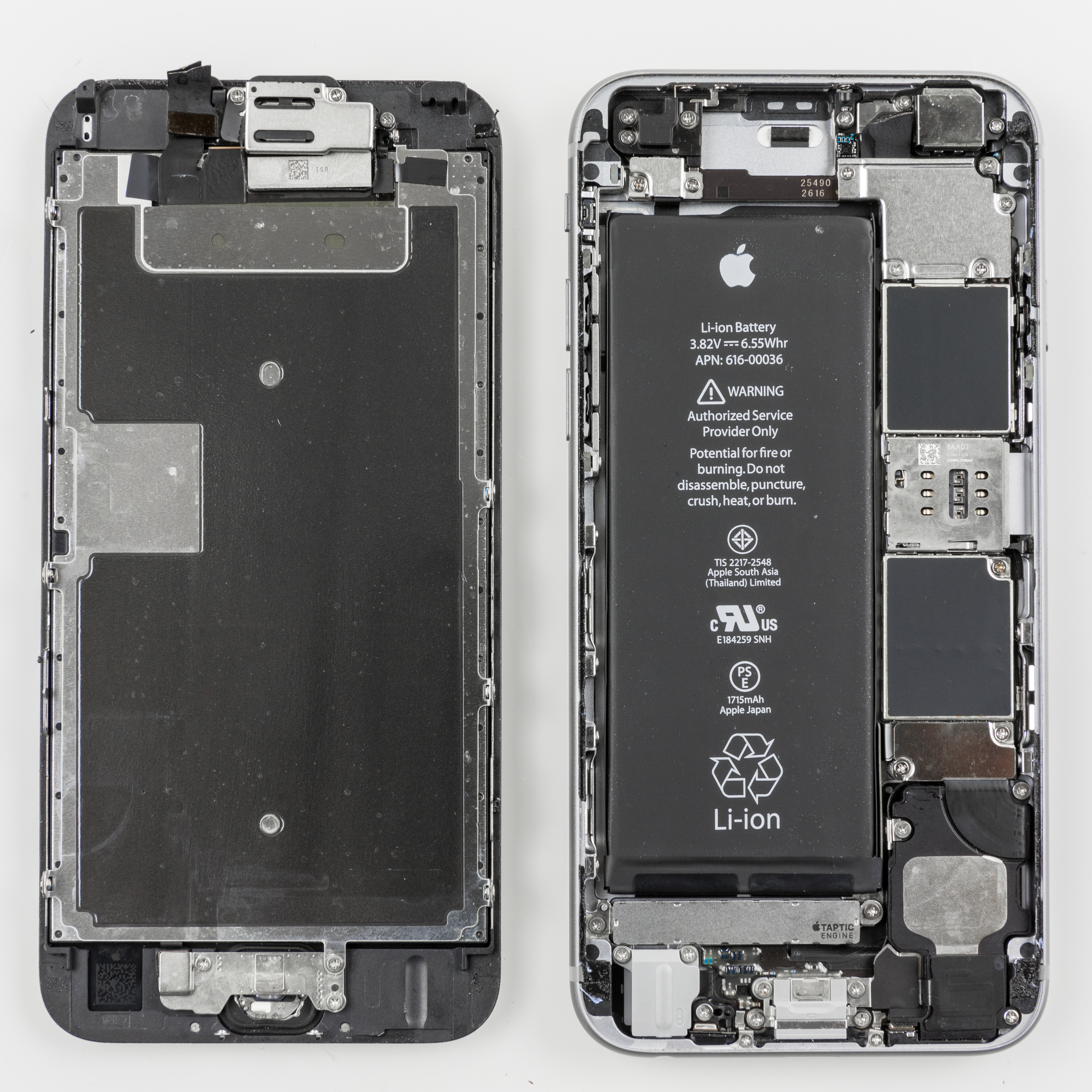
الجزء الداخلي من آيفون 6 إس؛ يحتوي النصف الأيسر على الشاشة والنصف الأيمن يحتوي على العتاد والبطارية

تتخذ أبل العديد من الإجراءات التي تجعل إصلاحات الجهات الخارجية صعبة. فقط أبل ومقدمو الخدمة/مقدمو الإصلاح المستقلون المرخص لهم صراحةً من أبل هم القادرون على إجراء عمليات الاستبدال الأصلية.
في الماضي (مع الطرز القديمة مثل آيفون 6)، كانت هناك تقارير مثل رفض التشغيل إذا تم اكتشاف أن زر الصفحة الرئيسية قد تم العبث به، حيث تم الإشارة إلى الخطأ 53 (Error 53) بدلاً من ذلك. كانت هناك أيضًا مشكلات ناجمة عن تبديل شاشة عرضتها شركة مصنعة بأخرى من إنتاج شركة أخرى، حيث تستخدم أبل عدة موردين لشاشات العرض الخاصة بها.
في الطرز الأحدث (بدءًا من آيفون XR)، تعرض أبل تحذيرات غير قابلة للإزالة إذا تم استبدال البطارية، الشاشة، أو الكاميرا بطرف ثالث. بالإضافة إلى ذلك، يتم تعطيل الميزات عند اكتشاف بديل «غير أصلي» مثل تعطيل النغمة الحقيقية أو إخفاء ميزة صحة البطارية. يلاحظ آيفكست أن أداة تكوين النظام الخاصة والمرتبطة بالسحابة مطلوبة «لإكمال» إصلاح جزء، مما يعني أنه حتى عند استبدال جزء أصلي بجزء أصلي آخر سيفشل في فحص «قطع الغيار الأصلية» من أبل ما لم يتم استخدام الأداة المذكورة.
في عام 2022، طرحت أبل برنامج إصلاح الخدمة الذاتية، مما يسمح لأي مستخدم بشراء قطع غيار، واستئجار أدوات إصلاح من أبل، والحصول على أدلة الإصلاح. تلقى البرنامج درجة من الثناء من قبل آيفكسِت (iFixit) ودعاة الإصلاح، الذين لاحظوا أيضًا بشكل نقدي أن أبل تحتفظ بالسيطرة على توريد قطع الغيار.

## معارك قانونية حول اسم العلامة التجارية
في المكسيك، تم تسجيل العلامة التجارية iFone في عام 2003 من قبل شركة أنظمة وخدمات الاتصالات، iFone. حاولت شركة أبل السيطرة على اسم علامتها التجارية، لكن محكمة مكسيكية رفضت الطلب. بدأت القضية في عام 2009، عندما رفعت الشركة المكسيكية دعوى قضائية ضد شركة آبل. أيدت المحكمة العليا في المكسيك أن iFone هو المالك الشرعي ورأت أن أبل آيفون يعد انتهاكًا للعلامة التجارية.
في البرازيل، تم تسجيل العلامة التجارية IPHONE في عام 2000 من قبل الشركة التي كانت تسمى آنذاك غراجينتشي إلكترونيكا إس يا (.Gradiente Eletrônica S.A)، والآن إي جي بي إلكترونيكا إس يا وفقًا للإيداع، توقع غراجينتشي ثورة في تقارب الصوت والبيانات عبر الإنترنت في ذلك الوقت. انتهت المعركة النهائية حول اسم العلامة التجارية في عام 2008. في 18 ديسمبر 2012، أطلقت إي جي بي (IGB) خطها الخاص من الهواتف الذكية التي تعمل بنظام أندرويد تحت الاسم التجاري الذي لها حقوق حصرية في السوق المحلية. في فبراير 2013، أصدر المكتب البرازيلي لبراءات الاختراع والعلامات التجارية (المعروف باسم "Instituto Nacional da Propriedade Industrial") حكمًا يقضي بأن غراجينتشي إلكترونيكا، وليس أبل، تمتلك علامة "iPhone" في البرازيل. تم تسجيل مصطلح "iPhone" بواسطة غراجينتشي في عام 2000، قبل سبع سنوات من إطلاق أبل لأول هاتف آيفون. جاء هذا القرار بعد ثلاثة أشهر من إطلاق غراجينتشي هاتفًا ذكيًا منخفض التكلفة باستخدام علامة آيفون التجارية. في يونيو 2014، فازت أبل، للمرة الثانية، بحق استخدام اسم العلامة التجارية في البرازيل. قرر حكم المحكمة أن تسجيل غراجينتشي لا يمتلك حقوقًا حصرية على العلامة التجارية. على الرغم من أن غراجينتشي كانت تعتزم الاستئناف، إلا أنه من خلال القرار، يمكن لأبل استخدام العلامة التجارية بحرية دون دفع إتاوات للشركة البرازيلية.
في الفلبين، أطلقت سوليد جروب (Solid Group) العلامة التجارية ماي فون (MyPhone) في عام 2007. منمنمة كـ "my|phone"، قدمت سوليد برودباند (Solid Broadband) طلب علامة تجارية لتلك العلامة التجارية. رفعت أبل لاحقًا قضية علامة تجارية في مكتب الملكية الفكرية في الفلبين (IPOPHL) ضد هاتف ماي فون الخاص بالنطاق العريض الصلب لأنه "مشابه بشكل مربك" لجهاز آيفون وأنه قد "يخدع" أو "يسبب الارتباك" بين المستهلكين. خسرت أبل معركة العلامات التجارية لصالح سوليد جروب في عام 2015 بقرار اتخذه مدير الاكتتاب العام الأولي ناثانيال أريفالو، الذي قيل أيضًا إنه من غير المحتمل أن يتم الخلط بين المستهلكين بين "iPhone" و "MyPhone". أضاف أريفالو لاحقًا، "هذه حالة عملاق يحاول المطالبة بأراض أكثر مما يحق له، بسبب التحيز الكبير لتاجر'بينوي فون' (Pinoy Phone) "المحلي الذي تمكن من الحصول على موطئ قدم كبير في سوق الهواتف المحمولة من خلال التسويق والبيع من المنتجات المبتكرة تحت علامة تجارية مميزة للغاية ".

## مشاكل خصوصية

### خلافات تتبع الموقع
في حوالي 20 أبريل 2011، تمت مناقشة ملف مخفي غير مشفر على آيفون وأجهزة آي أو إس الأخرى على نطاق واسع في وسائل الإعلام. زُعم أن الملف، المسمى "united.db"، يخزن باستمرار حركة مستخدم آيفون عن طريق تقريب المواقع الجغرافية المحسوبة عن طريق تثليث أبراج الهواتف المحمولة القريبة، وهي تقنية ثبت أنها غير دقيقة في بعض الأحيان. تم إصدار الملف مع تحديث يونيو 2010 لأبل آي أو إس 4 وقد يحتوي على ما يقرب من عام من البيانات. قامت الإصدارات السابقة من آي أو إس بتخزين معلومات مماثلة في ملف يسمى "h-cell.plist".
اكتشفت إف-سكيور أن البيانات يتم نقلها إلى أبل مرتين يوميًا ويفترض أن أبل تستخدم المعلومات لإنشاء قاعدة بيانات مواقع عالمية مماثلة لتلك التي أنشأتها جوجل وسكايهوك من خلال قرصنة الشبكات اللاسلكية. ومع ذلك، بخلاف تطبيق جوجل "Latitude"، الذي يقوم بمهمة مماثلة على هواتف أندرويد، لا يعتمد الملف على توقيع اتفاقية ترخيص المستخدم النهائي (EULA) أو حتى معرفة المستخدم، ولكنه مذكور في البنود والشروط التي يبلغ طولها 15,200 كلمة من آيفون الذي «يجوز أبل وشركائها والمرخص لهم [التابعين لها] جمع بيانات الموقع الدقيقة واستخدامها ومشاركتها، بما في ذلك الموقع الجغرافي في الوقت الفعلي لكمبيوتر أو جهاز أبل التابع [للمستخدم]».
يتم أيضًا نسخ الملف تلقائيًا إلى كمبيوتر المستخدم بمجرد مزامنته مع آيفون. تم إتاحة تطبيق مفتوح المصدر يسمى "iPhoneTracker"، والذي يحول البيانات المخزنة في الملف إلى خريطة مرئية، للجمهور في أبريل 2011. بينما لا يمكن مسح الملف دون كسر حماية الهاتف، يمكن تشفيره.
قدمت أبل ردًا رسميًا على موقع الويب الخاص بها في 27 أبريل 2011، بعد إرسال الأسئلة من قبل المستخدمين، أسوشيتد برس وآخرين. أوضحت أبل أن البيانات هي جزء صغير من ذاكرة التخزين المؤقت لقاعدة بيانات المواقع ذات المصادر الجماعية لنقاط اتصال واي فاي والأبراج الخلوية التي يتم تنزيلها من أبل إلى آيفون لجعل خدمات الموقع أسرع من مع نظام تحديد المواقع العالمي (GPS) فقط، وبالتالي لا تمثل البيانات مواقع آيفون. كان حجم البيانات المحتفظ بها خطأ. أصدرت أبل تحديثًا لنظام آي أو إس (الإصدار 4.3.3، أو 4.2.8 لآيفون 4 CDMA) مما قلل من حجم ذاكرة التخزين المؤقت، وأوقف نسخها احتياطيًا إلى آيتونز، ومحوها تمامًا كلما تم إيقاف خدمات الموقع. يمكن أيضًا تعطيل التحميل إلى أبل بشكل انتقائي من «خدمات النظام» و «بحث الشبكة الخلوية». بغض النظر، في يوليو 2014، وصف تقرير عن تلفزيون الصين المركزي المملوك للدولة جهاز آيفون بأنه «مصدر قلق للأمن القومي».
تعمل ميزة «المواقع المتكررة» الموجودة في «الإعدادات» ضمن «خدمات الموقع» على تخزين المواقع التي تتم زيارتها بشكل شائع محليًا على الجهاز. يقال إن هذه الميزة تساعد في دقة نظام تحديد المواقع العالمي (GPS) وخرائط أبل حيث يمكنها تسجيل المعلومات حول المواقع التي زارها المستخدم بشكل متكرر. ومع ذلك، فإن هذه الميزة تتعقب أيضًا عدد المرات التي زار فيها المستخدم ذلك الموقع، التواريخ، والأوقات المحددة. نشرت وسائل الإعلام تعليمات حول كيفية تعطيل ذلك للمستخدمين المعنيين.

### نقل البيانات الخاصة والفنية
حددت تجربة الخصوصية التي أجرتها صحيفة واشنطن بوست أن آيفون أرسل مجموعة من البيانات الشخصية دون معرفة المستخدم أو موافقته، بما في ذلك رقم الهاتف والبريد الإلكتروني والموقع الدقيق وطراز الجهاز وعنوان IP إلى «عشرات من شركات التسويق وشركات الأبحاث ومستهلكي البيانات الشخصية الأخرى» عبر 5,400 أداة تعقب تطبيقات مخفية. تم العثور على أن بعض المعلومات التي تمت مشاركتها مع جهات خارجية تنتهك لوائح الخصوصية الخاصة بالتطبيقات.

### التشفير ووصول وكالة الاستخبارات
تم الكشف كجزء من عمليات الكشف عن المراقبة الجماعية لعام 2013 أن وكالات الاستخبارات الأمريكية والبريطانية ووكالة الأمن القومي (NSA) ومقر الاتصالات الحكومية (GCHQ) لديها حق الوصول إلى بيانات المستخدم في هواتف آيفون، بلاكبيري، وأندرويد، على التوالي. يمكنهم قراءة جميع معلومات الهاتف الذكي تقريبًا، بما في ذلك الرسائل القصيرة والموقع ورسائل البريد الإلكتروني والملاحظات.
وفقًا لمقال نُشر في صحيفة نيويورك تايمز بعنوان "Signaling Post-Snowden Era, New iPhone Locks Out .N.S.A"، طورت أبل طريقة تشفير جديدة لنظام آي أو إس 8، وصفت بأنها «عميقة جدًا لدرجة أن أبل لم تعد قادرة على الامتثال لأوامر الحكومة التي تطلب لاستخراج معلومات العملاء من الأجهزة».
طوال عام 2015، جادل المدعون العامون في الولايات المتحدة بأن تكون الحكومة الأمريكية قادرة على فك تشفير محتويات آيفون. بعد هجوم سان برناردينو عام 2015، استعاد مكتب التحقيقات الفيدرالي جهاز آيفون 5 سي تم إصداره لأحد الرماة من قبل صاحب العمل، ونسخ آيكلاود الاحتياطية لهذا الهاتف قبل شهر ونصف من إطلاق النار. (دمر الرماة هواتفهم الشخصية.) حاولت حكومة الولايات المتحدة الحصول على أمر من المحكمة بموجب قانون جميع الأوامر لإجبار أبل على إنتاج ملف IPSW من شأنه أن يسمح للمحققين بفرض رمز مرور الجهاز. ورد تيم كوك على موقع الشركة على الويب، موضحًا الحاجة إلى التشفير، بحجة أنه إذا قاموا بإنشاء باب خلفي لجهاز واحد، فسيتم استخدامه حتمًا للمساس بخصوصية مستخدمي آيفون الآخرين. في 19 فبراير، أبلغت أبل الصحفيين أن كلمة مرور معرف أبل لجهاز آيفون قد تم تغييرها في غضون يوم واحد من حصول الحكومة عليها، مما منع أبل من إنتاج حل بديل يستهدف الأجهزة القديمة فقط. راجع نزاع إف بي آي – أبل حول التشفير.
يمكن لغراي كي (GrayKey)، التي تصنعها غرايشفت، فتح أجهزة آيفون، حتى لو تم تعطيلها. كإجراء مضاد، نفذت أبل وضع تقييد USB.
اعتبارًا من أبريل 2016، تتناول سياسة خصوصية أبل الطلبات الواردة من الوكالات الحكومية للوصول إلى بيانات العملاء: "لم تعمل أبل مطلقًا مع أي وكالة حكومية من أي بلد لإنشاء" باب خلفي "في أي من منتجاتنا أو خدماتنا. كما أننا لم نسمح مطلقًا لأي حكومة بالوصول إلى خوادمنا ولن نفعل ذلك أبدًا ". في عام 2015، منحت مؤسسة مؤسسة الحدود الإلكترونية أبل خمس نجوم من أصل خمسة "امتداحًا لأبل لموقفها القوي فيما يتعلق بحقوق المستخدم، الشفافية، والخصوصية.
يستخدم أبل آي أو إس جنبًا إلى جنب مع أجهزتها الخاصة تقنية التقطيع المشفر عند تنشيط «محو كل المحتوى والإعدادات» عن طريق محو جميع المفاتيح الموجودة في «التخزين القابل للفك». هذا يجعل جميع بيانات المستخدم الموجودة على الجهاز غير قابلة للوصول بشكل مشفر.

## استقبال وإرث
تم وصف جهاز آيفون الأصلي بأنه «ثوري»، «مغيير قواعد اللعبة» في صناعة الهواتف المحمولة، وكان له الفضل في المساعدة في جعل أبل واحدة من أعلى الشركات المتداولة علنًا على مستوى العالم بحلول عام 2011. تلقت التكرارات الأحدث أيضًا الثناء، مثل لقب «أفضل هاتف»، على الرغم من أنها تلقت انتقادات في السنوات الأخيرة لأنها قدمت الحد الأدنى من الوظائف فقط.
يجذب آيفون المستخدمين من جميع الأعمار، وإلى جانب استخدام المستهلك، تم اعتماد آيفون أيضًا لأغراض تجارية. أظهرت الأبحاث أن أجهزة آيفون مرتبطة بشكل شائع بالثروة، وأن مستخدم آيفون العادي لديه دخل سنوي يزيد بنسبة 40% عن متوسط مستخدم أندرويد.
ساعد تسويق أبل، بناءً على حملات آيبود الناجحة، الهاتف في أن يصبح منتجًا واسع النطاق في السوق مع العديد من المشترين في يوم الإطلاق. وجدت بعض أبحاث السوق أنه مقارنة بالمنتجات الأخرى، فإن نسبة أكبر من مستخدمي آيفون هم من الإناث. في عام 2012، كتب موقع الويب الإخباري آرس تكنيكا أن أبل تجنبت نوع التسويق «الراعي» الذي يستخدمه المنافسون لبيع منتجات منخفضة الجودة وعالية الثمن للنساء.
قبل إصدار آيفون، كان مصنعو الهواتف مثل نوكيا وموتورولا يتمتعون بمبيعات قياسية للهواتف المحمولة تعتمد بشكل أكبر على الموضة والعلامة التجارية بدلاً من الابتكار التكنولوجي. كان سوق الهواتف الذكية، الذي كان يهيمن عليه في ذلك الوقت بلاك بيري أو إس وويندوز موبايل، «نموذجًا ثابتًا تقوده الشركة للهواتف الذكية» يركز على احتياجات الشركات. تم تصميم الهواتف في ذلك الوقت وفقًا لحدود شركات النقل والأعمال التي كانت متحفظة فيما يتعلق باستخدام النطاق الترددي وعمر البطارية. تم بيع الهواتف في عدد كبير جدًا من الطرز، وغالبًا ما يتم تقسيمها حسب إستراتيجية التسويق، مما يؤدي إلى إرباك العملاء وتقليل الموارد الهندسية. على سبيل المثال، غالبًا ما يتم تجريد الهواتف التي يتم تسويقها في الأعمال التجارية عن عمد من الكاميرات أو القدرة على تشغيل الموسيقى والألعاب. كان نهج أبل يتمثل في تبسيط خط إنتاجها عن عمد من خلال تقديم طراز واحد فقط سنويًا لجميع العملاء مع جعله منتجًا باهظ الثمن وعالي الجودة.
عندما فتح مايك لازاريديس، الرئيس التنفيذي لشركة ريسرش إن موشن آنذاك، جهاز آيفون، كان انطباعه أن جهاز ماك محشوًا بهاتف محمول، حيث استخدم ذاكرة وقوة معالجة أكبر بكثير من الهواتف الذكية الموجودة في السوق في ذلك الوقت. بفضل الشاشة التي تعمل باللمس بالسعة والتصميم الصديق للمستهلك، غيّر آيفون بشكل أساسي صناعة الهاتف المحمول؛ أعلن ستيف جوبز في عام 2007 أن الهاتف ليس مجرد أداة اتصال ولكنه أسلوب حياة.
لم يتم تصميم أنظمة تشغيل الأجهزة المحمولة السائدة في ذلك الوقت مثل سيمبيان، بلاك بيري أو إس، وويندوز موبايل للتعامل مع مهام تتجاوز الاتصال والوظائف الأساسية. لم تركز أنظمة التشغيل هذه أبدًا على التطبيقات والمطورين، وبسبب الاقتتال الداخلي بين الشركات المصنعة بالإضافة إلى تعقيد التطوير على أجهزة الذاكرة المنخفضة ، لم يطوروا أبدًا نظامًا بيئيًا مزدهرًا مثل متجر تطبيقات أبل أو جوجل بلاي من أندرويد. تم تصميم نظام التشغيل آيفون أو إس (الذي أعيدت تسميته إلى آي أو إس في 2010) بقدرات مثل تعدد المهام والرسومات لتلبية متطلبات المستهلكين في المستقبل. تم توفير العديد من الخدمات من قبل شركات الجوال، والتي غالبًا ما تكون أجهزة مخصصة على نطاق واسع. وفي الوقت نفسه، كان لقرار أبل إنشاء نظام التشغيل الخاص بها على أو إس X فائدة غير متوقعة تتمثل في السماح لمطوري أو إس X بالتوسع بسرعة في تطوير آي أو إس. اضطر المصنعون المتنافسون إلى إنفاق المزيد على البرامج وتكاليف التطوير للحاق بجهاز آيفون. أدى نجاح آيفون إلى انخفاض مبيعات هواتف الموضة المتطورة والهواتف الذكية الموجهة للأعمال مثل فيرتو وبلاك بيري، وكذلك نوكيا. أدركت نوكيا قيود نظام التشغيل الخاص بها سيمبيان وحاولت تطوير نظام أكثر تقدمًا ، مايمو، دون نجاح. ووافقت في النهاية على صفقة لمشاركة التكنولوجيا ثم استحواذ على شركة مايكروسوفت.
قبل آيفون، «كان يُنظر إلى الهواتف المحمولة إلى حد كبير على أنها إغراء رخيص الثمن يمكن التخلص منه، ومدعومة بشكل كبير لإيقاع المشتركين وحبسهم في استخدام الخدمات المملوكة لشركات الاتصالات». ومع ذلك، كتب وايرد، «احتفظت أبل بالسيطرة الكاملة على تصميم وتصنيع وتسويق آيفون»، مما يعني أنها هي وليس شركة الاتصالات هي التي تتحكم في تحديثات البرامج، ومن خلال تصحيحات الأمان الممتدة. على النقيض من ذلك، سمحت جوجل لشركات الجوال ومصنعي المعدات الأصلية بإملاء «وتيرة الترقيات وتحميل الهواتف مسبقًا ببرامجها الخاصة على أندرويد». نتيجة لذلك، غالبًا ما يتأخر العديد من مصنعي أجهزة أندرويد عن إصدار جوجل للتكرار التالي لنظام أندرويد.

### مبيعات
باعت أبل 6.1 مليون وحدة آيفون من الجيل الأول على مدار خمسة أرباع. حققت شركة آبل نسبة 1.1% من نصيب الهاتف المحمول في جميع أنحاء العالم لعام 2008؛ في سوق الهواتف الذكية، استحوذت على نسبة 8.2%. تجاوزت المبيعات في الربع الرابع من عام 2008 بشكل مؤقت مبيعات بلاك بيري التابعة لشركة ريسرش إن موشن (RIM) والتي بلغت 5.2 مليون وحدة، مما جعل أبل لفترة وجيزة ثالث أكبر شركة مصنعة للهواتف المحمولة من حيث الإيرادات، بعد نوكيا وسامسونج (ومع ذلك، من هذا الدخل مؤجل). كانت الأرقام أقل في الأرباع الثلاثة الأولى من عام 2009 حتى تجاوز الربع الرابع مبيعات الربع الرابع من عام 2008. نمت المبيعات المسجلة بشكل مطرد بعد ذلك، وبحلول نهاية السنة المالية 2010، تم بيع إجمالي 73.5 مليون جهاز آيفون.
بحلول عام 2010، كانت حصة السوق لآيفون تبلغ بالكاد 4% من جميع الهواتف المحمولة؛ ومع ذلك، فقد حققت أبل أكثر من 50% من إجمالي الأرباح التي حققتها مبيعات الهواتف المحمولة العالمية. باعت أبل 14.1 مليون جهاز آيفون في الربع الثالث من عام 2010، وهو ما يمثل نموًا بنسبة 91% للوحدات مقارنة بالربع نفسه من العام الماضي، والذي كان متقدمًا بشكل كبير عن أحدث تقديرات مجموعة البيانات الدولية المنشورة لنمو سوق الهواتف الذكية العالمي بنسبة 64% في ربع سبتمبر. تجاوزت مبيعات أبل مبيعات ريسرش إن موشن التي تبلغ 12.1 تم بيع مليون وحدة بلاك بيري في آخر ربع لها المنتهي في أغسطس 2010. في سوق الولايات المتحدة وحدها للربع الثالث من عام 2010، بينما كان هناك 9.1 تم شحن مليون هاتف ذكي يعمل بنظام أندرويد بنسبة 43.6% من السوق، واحتل أبل آي أو إس المرتبة الثانية في نظام تشغيل الهاتف بنسبة 26.2% ولكن مبيعات الـ 5.5 ملايين آيفون جعلته الجهاز الفردي الأكثر شعبية.
في 2 مارس 2011، في حدث إطلاق آيباد 2، أعلنت أبل أنها باعت 100 مليون آيفون في جميع أنحاء العالم. نتيجة لنجاح حجم مبيعات آيفون وسعر البيع المرتفع، تحت عنوان آيفون 4 إس، أصبحت أبل أكبر بائع للهواتف المحمولة في العالم من حيث الإيرادات في عام 2011، متجاوزة نوكيا الرائدة منذ فترة طويلة. بينما أثبت ساسونج جالكسي إس 2 أنه أكثر شهرة من آيفون 4 إس في أجزاء من أوروبا، كان آيفون 4 إس هو المسيطر في الولايات المتحدة. بحلول عام 2012، كان آيفون 4 البالغ من العمر عامين قد تفوق على طرازات آيفون الأصلي، آيفون 3 جي وآيفون 3 جي إس مجتمعة.
في يناير 2012، أعلنت أبل عن أفضل أرباح ربع سنوية لها على الإطلاق، حيث أتى 53% من إيراداتها من بيع 37 مليون جهاز آيفون، بمتوسط سعر بيع يقارب 660 دولارًا. ظل متوسط سعر البيع ثابتًا إلى حد ما لمعظم عمر الهاتف، حيث تراوح بين 622 دولارًا و 660 دولارًا.
بالنسبة لأكبر ثماني شركات لتصنيع الهواتف في الربع الأول من عام 2012، وفقًا لما ذكره هورِس ديديو من موقع Asymco، فقد استحوذت أبل وسامسونج معًا على 99% من أرباح الصناعة (حصلت HTC على نسبة 1% المتبقية، بينما عانت كل من ريسرش إن موشن، إل جي، سوني إريكسون، موتورولا، ونوكيا خسائر)، حيث تكسب أبل 73 سنتًا من كل دولار يكسبه صانعو الهواتف. نمت أرباح الصناعة من 5.3 دولار مليار دولار في الربع الأول من عام 2010 إلى 14.4 دولار مليار دولار في الربع الأول من عام 2012 (أربعة أضعاف الأرباح في عام 2007)، تمكنت أبل من زيادة حصتها من هذه الأرباح. ويرجع ذلك إلى زيادة دعم شركات النقل وارتفاع أسعار بيع آيفون، مما كان له تأثير سلبي على شركات الاتصالات اللاسلكية (أي تي آند تي موبلتي، فيرايزون، وسبرينت) الذين شهدوا انخفاضًا في هوامش خدمة EBITDA الخاصة بهم حيث باعوا عددًا متزايدًا من أجهزة آيفون.
في الربع الأخير من عام 2012، كان آيفون 5 وآيفون 4 إس هما أكثر الهواتف مبيعًا بمبيعات بلغت 27.4 مليون (13% من الهواتف الذكية في جميع أنحاء العالم) و 17.4 مليون وحدة، على التوالي، مع سامسونج جالكسي إس 3 في المركز الثالث بـ 15.4 مليون. وفقًا لبيانات شركة ستراتيجي أنالتكس (Strategy Analytics)، كان هذا «أداءً رائعًا، نظرًا للأسعار المتميزة لمحفظة آيفون»، مضيفًا أن شعبية جالكس إس 3 العالمية «يبدو أنها بلغت ذروتها» (تم وصف جالكسي إس 3 بأنه قاتل آيفون من قبل البعض في الصحافة عندما تم إصداره). بينما قادت سامسونج مبيعات الهواتف الذكية في جميع أنحاء العالم، لا يزال خط هواتف آيفون من أبل يتصدر عروض الهواتف الذكية من سامسونج في الولايات المتحدة، بحصة 21.4% و 37.8% في هذا السوق، على التوالي. نما نظام آي أو إس بنسبة 3.5% إلى 37.8%، بينما انخفض أندرويد بنسبة 1.3% إلى 52.3%.
يُعزى استمرار شعبية آيفون على الرغم من المنافسة المتزايدة لنظام أندرويد إلى قدرة أبل على تقديم تحديثات آي أو إس عبر الهواء، في حين يتم إعاقة تحديثات أندرويد في كثير من الأحيان بسبب متطلبات اختبار الناقل وتخصيص الأجهزة، مما يجبر المستهلكين على شراء هاتف ذكي جديد يعمل بنظام أندرويد للحصول عليه أحدث إصدار من نظام التشغيل هذا. ومع ذلك، بحلول عام 2013، انخفضت حصة أبل في السوق إلى 13.1%، بسبب زيادة شعبية عروض أندرويد.
أعلنت أبل في 1 سبتمبر 2013، أنه سيتم تنفيذ برنامج استبدال آيفون الخاص بها في جميع متاجرها المتخصصة البالغ عددها 250 متجرًا في الولايات المتحدة. لكي يصبح البرنامج متاحًا، يجب أن يكون لدى العملاء عقد صالح ويجب عليهم شراء هاتف جديد، بدلاً من مجرد الحصول على رصيد لاستخدامه في وقت لاحق. يتمثل جزء كبير من هدف البرنامج في زيادة عدد العملاء الذين يشترون أجهزة آيفون من متاجر أبل بدلاً من متاجر الناقل.
في 20 سبتمبر 2013، تاريخ بيع طرازي آيفون 5 إس و 5 سي، لوحظ أطول قائمة انتظار على الإطلاق في متجر أبل الرئيسي في مدينة نيويورك، بالإضافة إلى قوائم انتظار بارزة في سان فرانسيسكو وكندا؛ ومع ذلك، تم تحديد المواقع في جميع أنحاء العالم لتوقع المستهلكين المقابلة. زادت أبل أيضًا من إنتاج آيفون 5 إس ذو اللون الذهبي بمقدار الثلث الإضافي بسبب الطلب القوي الذي ظهر. قررت أبل تقديم نموذج ذهبي بعد أن وجدت أن الذهب كان يُنظر إليه على أنه علامة شائعة لمنتج فاخر بين العملاء الصينيين.
أصدرت أبل نتائج مبيعاتها الافتتاحية في عطلة نهاية الأسبوع لطرازي 5 سي و 5 إس، والتي أظهرت أعلى مستوى على الإطلاق لأرقام مبيعات المنتج، مع تسعة تم بيع مليون جهاز - تم تسجيل الرقم القياسي السابق في عام 2012، عندما تم بيع خمسة مليون جهاز خلال عطلة نهاية الأسبوع الافتتاحية للطراز الخامس. كانت هذه هي المرة الأولى التي تطلق فيها أبل نموذجين في وقت واحد، وساهم إدراج الصين في قائمة الأسواق في تحقيق نتائج المبيعات القياسية. أعلنت أبل أيضًا عن ذلك اعتبارًا من 23 سبتمبر 2013، أنه كان هناك 200 مليون جهاز يشغلون تحديث آي أو إس 7، مما يجعله «أسرع ترقية برمجية في التاريخ».
حصل متجر أبل الموجود في كريستيانا مول في نيوارك، ديلاوير، على أعلى أرقام مبيعات آيفون في نوفمبر 2013. تُعزى نتائج مبيعات المتجر المرتفعة إلى عدم وجود ضريبة مبيعات في ولاية ديلاوير.
تم الإعلان عن الانتهاء من صفقة بين أبل وتشاينا موبايل (China Mobile)، أكبر شبكة للهاتف المحمول في العالم، في أواخر ديسمبر 2013. توفر الاتفاقية متعددة السنوات وصول آيفون إلى أكثر من 760 مليون مشترك في تشاينا موبايل.
في الربع الأول من عام 2014، ذكرت أبل أنها باعت 51 مليون جهاز آيفون، وهو رقم قياسي ربع سنوي على الإطلاق، مقارنة بـ 47.8 مليون في ربع العام الماضي.
في 27 يوليو 2016، أعلنت آبل أنها باعت رقم آيفون المليار الخاص بها.
خلال مكالمة أرباح أبل في 27 يناير 2021، قال تيم كوك إن هناك الآن مليار جهاز آيفون نشط.

### أسواق ناشئة
في حين أن الشركات المصنعة الأخرى تصنع هواتف منفصلة للمبتدئين، فإن هواتف مستوى الدخول من أبل هي طرازات السنوات السابقة، وهي جزء من جهد لزيادة حصتها في السوق في الأسواق الناشئة دون إضعاف علامتها التجارية المتميزة. كما تأخذ بعين الاعتبار أذواق الأسواق الناشئة في تصميمات منتجاتها؛ على سبيل المثال، قدمت جهاز آيفون ذهبي بعد اكتشاف أن الذهب كان يُنظر إليه على أنه علامة شائعة لمنتج فاخر بين العملاء الصينيين. في عام 2017، بدأت أبل في تصنيع طرازات آيفون الخاصة بالسنوات السابقة في الهند؛ في عام 2022، بدأ تصنيع آيفون 14 الحالي هناك أيضًا. وتكهن المحللون بأن هذا يرجع جزئيًا إلى رغبة شركة آبل في تقليل اعتمادها على الصين، والتغلب على رسوم الاستيراد الهندية.

## وصلات خارجية
- آيفون على موقع أبل